# Europäische Identität

Die Europaflagge ist durch Deklaration Nr. 52 zum Vertrag von Lissabon von 16 Mitgliedsstaaten als Symbol der Europäischen Union förmlich anerkannt. Bereits 1955 hatte der Europarat das „Identitätsemblem Europas“ als sein Zeichen angenommen.

Karte verschiedener Ebenen der Europäischen Integration:
EU, Schengen, EWU, AFSJ, alle Abkommen
EU, Schengen, AFSJ
EU, EWU, AFSJ
EU, Schengen
EU, EWU
EWR, Schengen
Schengen, Bilaterale Verträge
EU-Kandidaten, einige Abkommen
Mikrostaaten, einige Abkommen
SAA

Mitgliedstaaten der Europäischen Politischen Gemeinschaft (EPG)

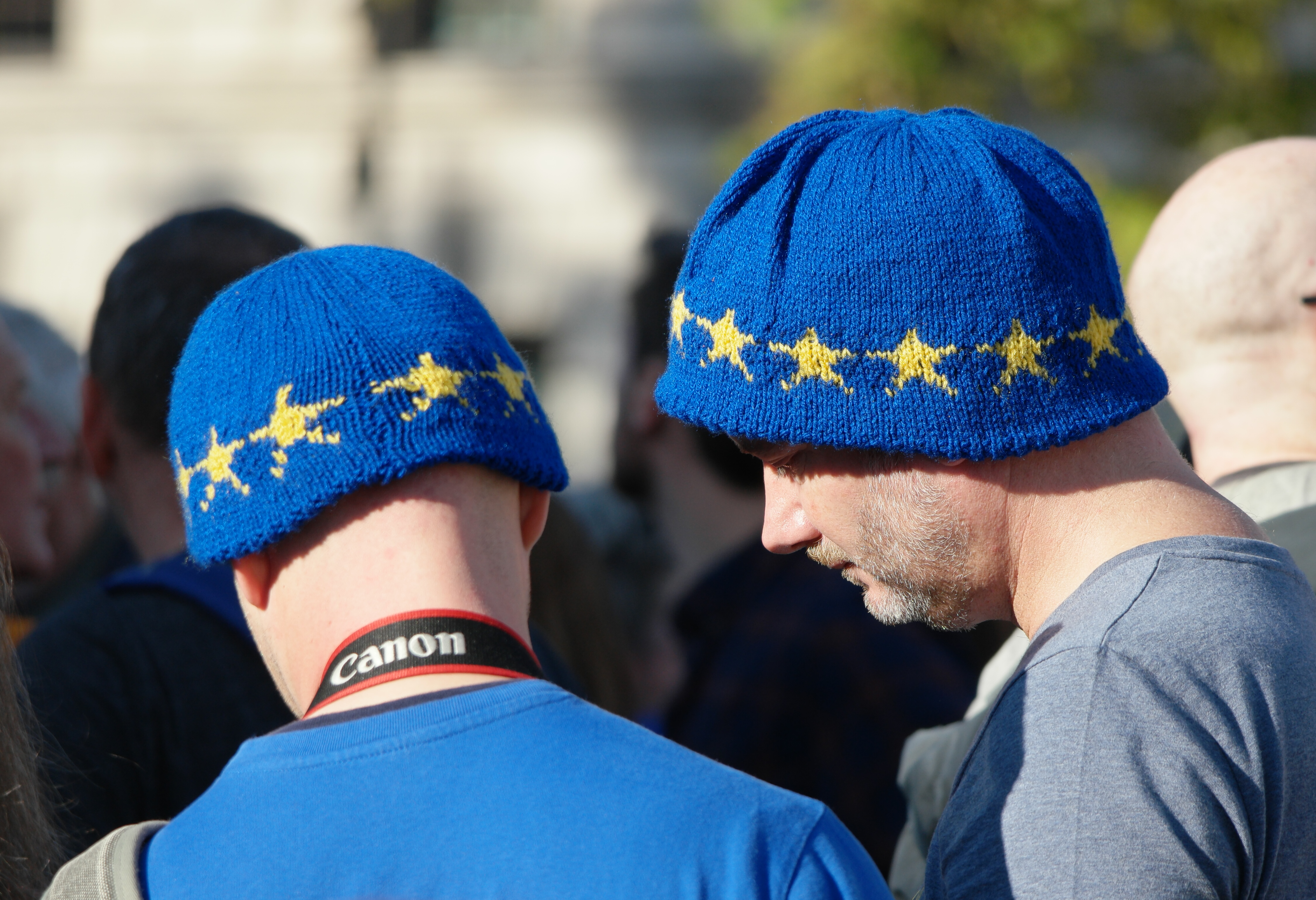
Zwei Personen, die mit Mützen in den EU-Farben am 20. Oktober 2018 für ein zweites Referendum über den EU-Austritt des Vereinigten Königreichs demonstrierten

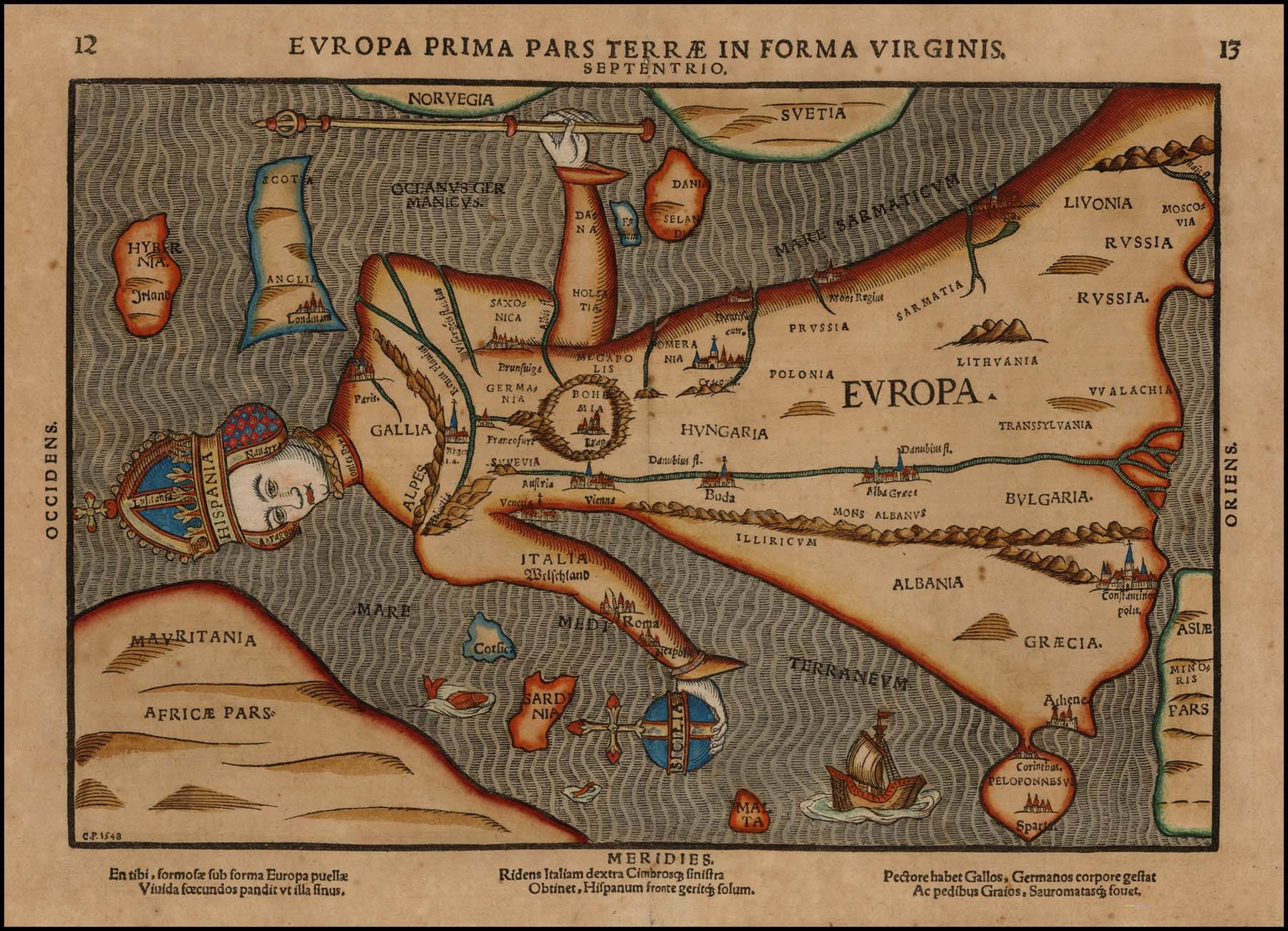
Europa Prima Pars Terræ in Forma Virginis (Europa als erster Erdteil in Form der Jungfrau), eine Europakarte von Heinrich Bünting, 1582, zeigt ein christlich geprägtes, eurozentrisches Bild Europas.

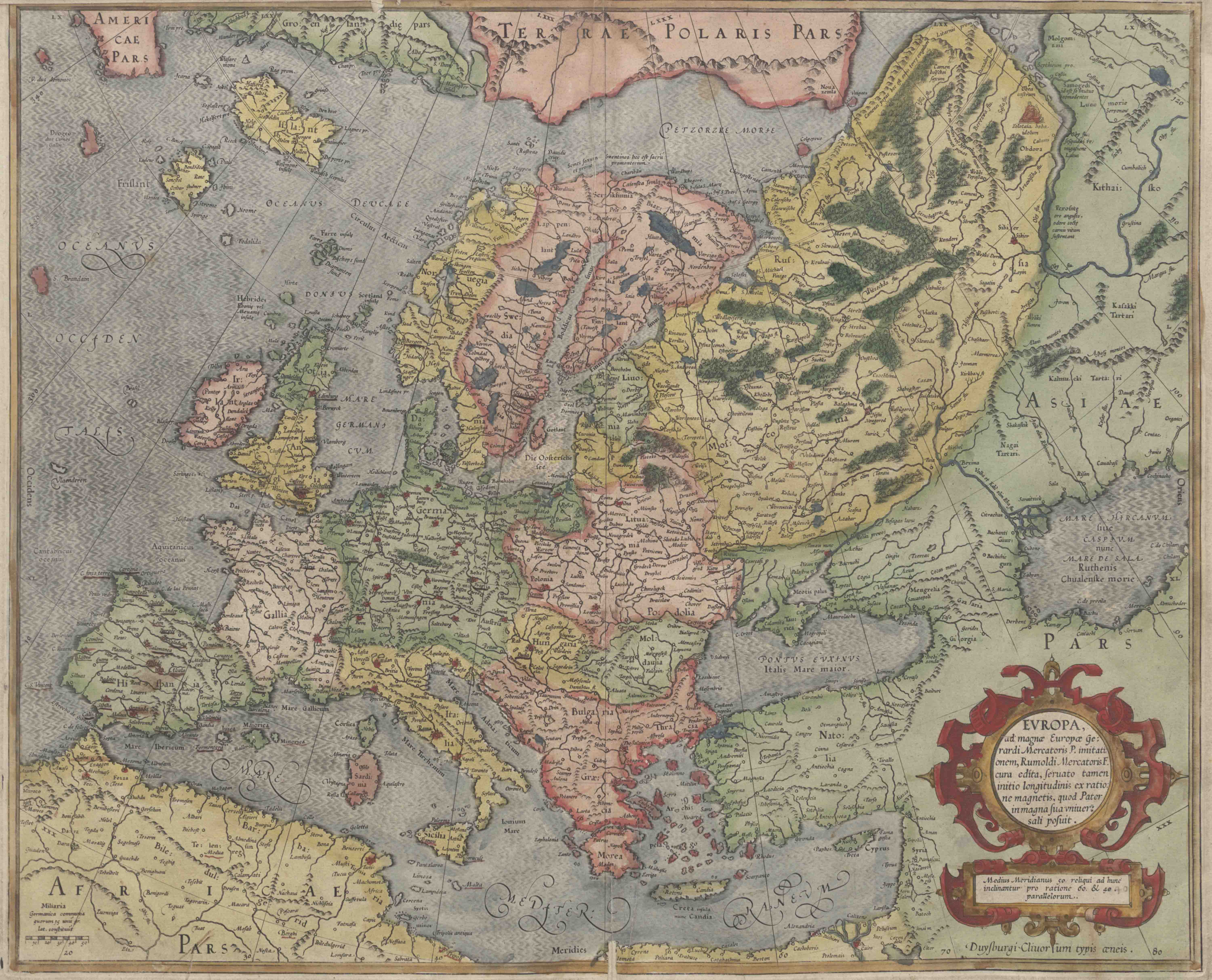
Karte Europas, 1589: Nach dem Verständnis des Renaissance-Geografen Gerhard Mercator, der durch Kartografie und den Vertrieb von Karten dazu beitrug, ein europäisches Raumbewusstsein zu schaffen, bildete eine Linie von der Karasee entlang der Flüsse Ob, Irtysch, Don und Dnepr bis zum Schwarzen Meer die Ostgrenze Europas.

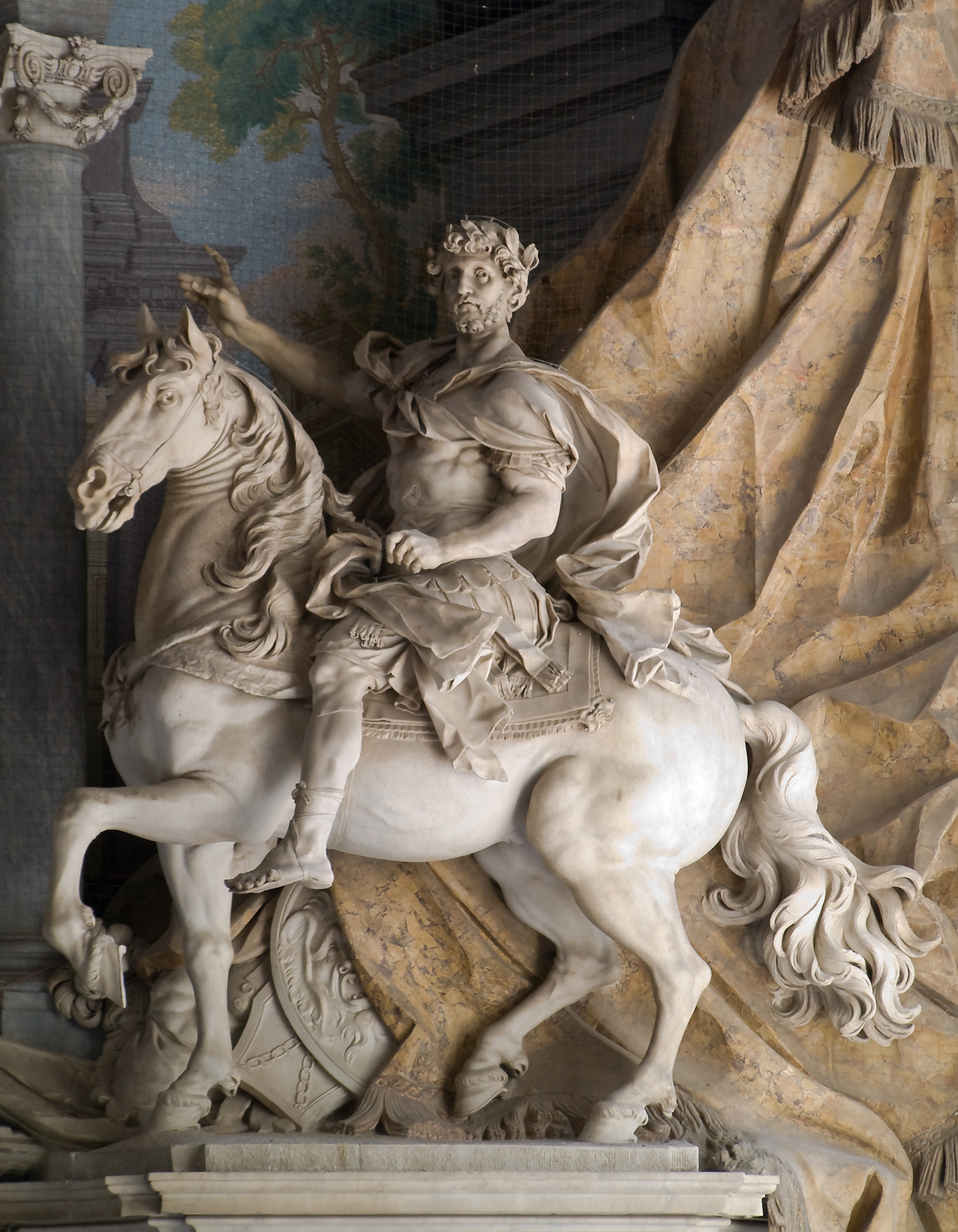
Reiterstandbild Karls des Großen von Agostino Cornacchini in der Petersbasilika in Rom, 1725: Karl schuf durch die Ausdehnung des Fränkischen Reichs über große Teile Europas einen Herrschaftsraum, zu dessen Beherrschung es notwendig war, eine einheitliche Schriftart vorzugeben, die karolingische Minuskel. Aus ihr entwickelten sich später die Kleinbuchstaben der lateinischen Schrift. An seinem Hof versammelte Karl Gelehrte aus ganz Europa, von deren Austausch und Wissen die karolingische Bildungsreform und ein europaweiter Aufschwung der frühmittelalterlichen Kultur ausging. Dadurch hat er wichtige Grundsteine für die weitere Entwicklung Europas gelegt. Er selbst wurde als „Pater Europae“ (Vater Europas) idealisiert.

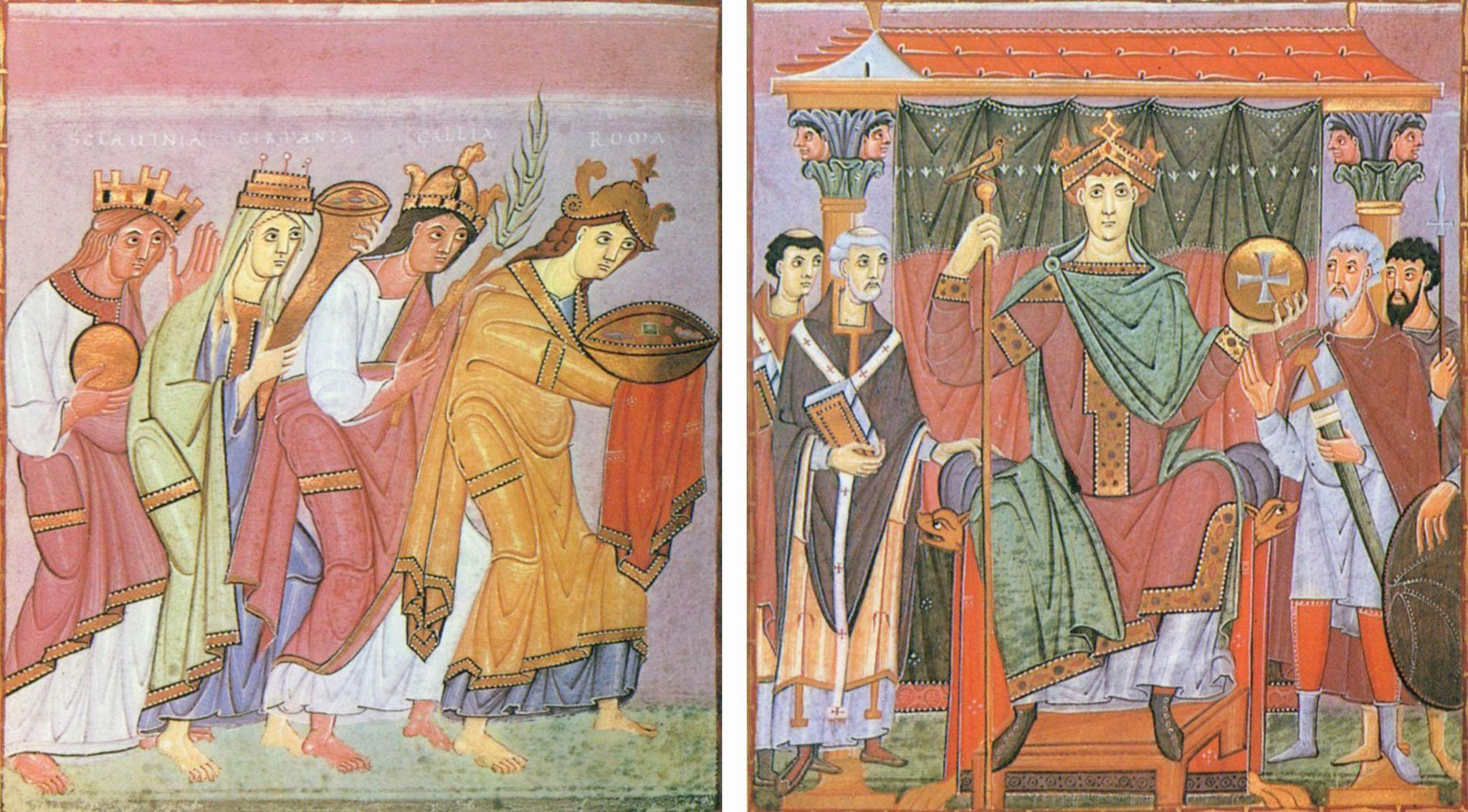
Darstellung der mittelalterlichen europäischen Reichsidee in einer Buchmalerei aus dem Evangeliar Kaiser Otto III., um 1000: Sclavinia, Germania, Gallia und Roma, die die Völkergruppen der Slawen, der Germanen, der Gallier und der Römer personifizieren, huldigen Otto III., ihrem christlichen Kaiser.

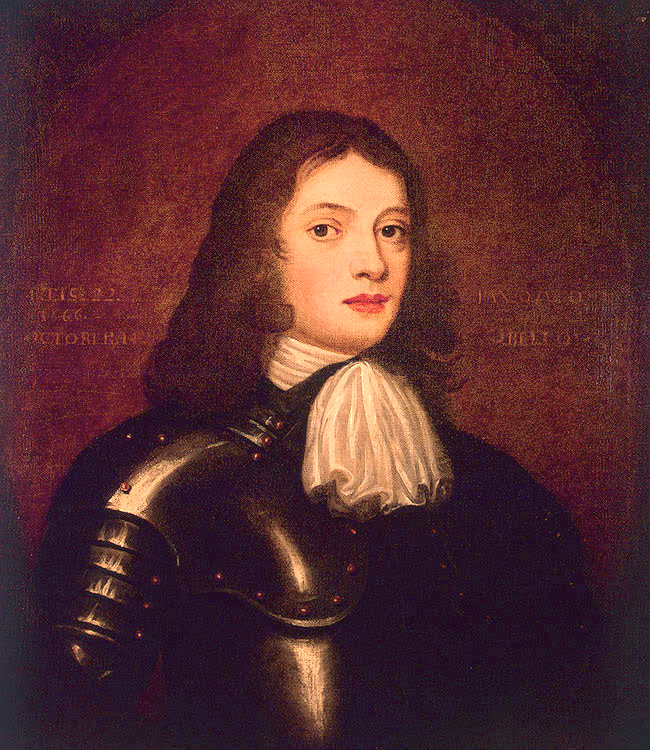
William Penn (1644–1718) entwickelte Ende des 17. Jahrhunderts das Konzept eines europäischen Staatenverbundes mit einem Parlament der Staaten Europas.

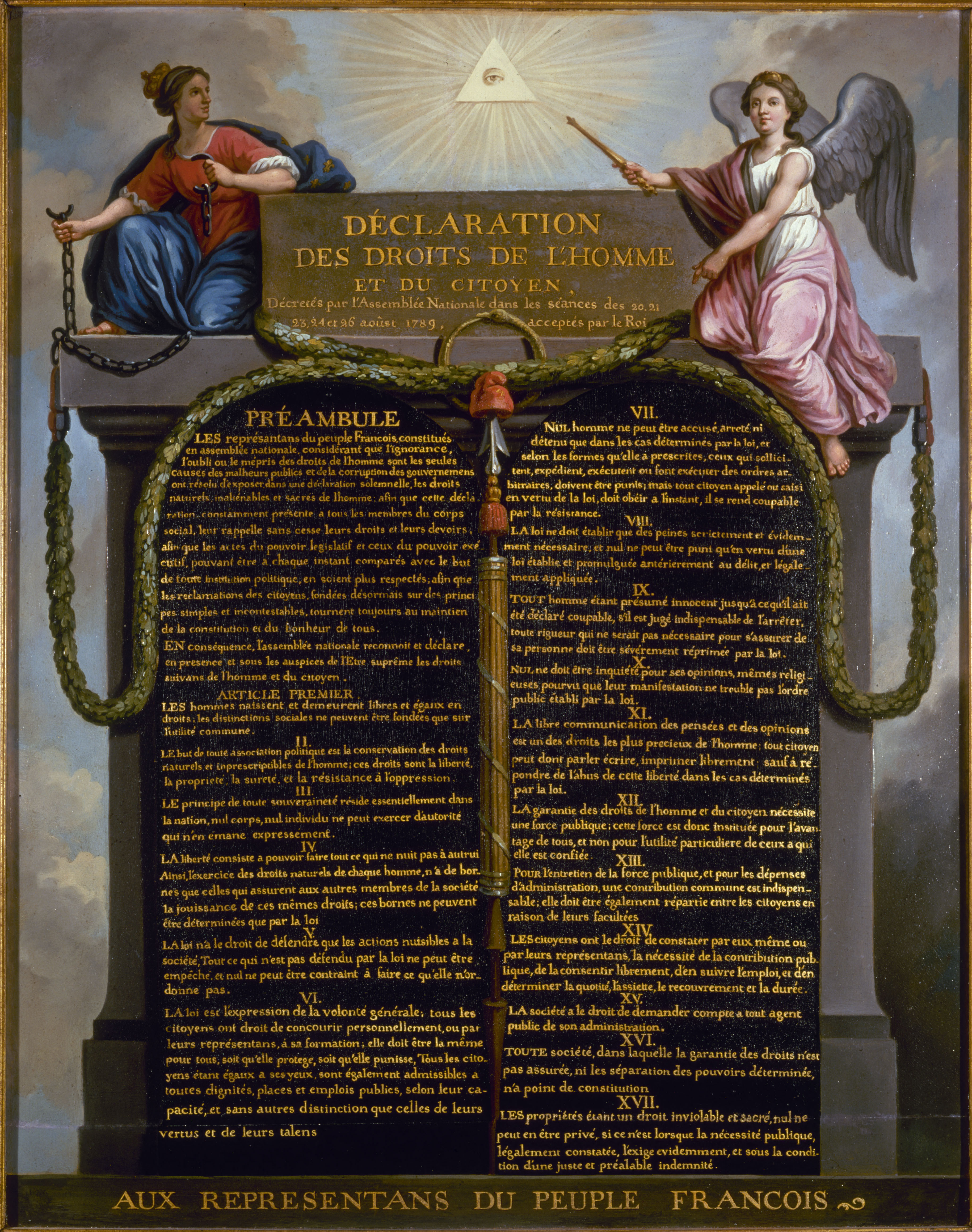
Die Erklärung der Menschen- und Bürgerrechte von 1789 ist die erste Menschenrechtserklärung in Europa. Als Grundlagentext der Aufklärung prägte sie die kulturelle Identität und das Menschenbild der Neuzeit in Europa wesentlich. Vor dem geschichtlichen Hintergrund des griechisch-persischen Gegensatzes ordnete bereits Herodot das Merkmal der Freiheitsliebe den „Europäern“ zu, während er den „Asiaten“ die Neigung zur Despotie zuschrieb.

Als europäische Identität wird jener Teil der Identität oder des Bewusstseins einer Person oder Personengruppe bezeichnet, der sie befähigt, sich als Europäer zu begreifen und eine bejahende Haltung zu einer gemeinsamen Identität („Wir-Gefühl“) und zum Zusammenleben der Menschen und Völker in Europa im Sinne einer Gemeinschaft einzunehmen. In einem breiten Identitätsdiskurs bezieht sich der Begriff auch auf Haltungen zur Verfasstheit Europas, zur europäischen Öffentlichkeit oder zur Rolle und zum Selbstverständnis Europas und der Europäer in der Welt.

## Begriffe
In den Diskursen des 19. und der ersten Hälfte des 20. Jahrhunderts herrschte noch das Synonym Europäertum vor. Wird eine europäische Identität allein auf den Raum oder den Staatenverbund der Europäischen Union (EU) bezogen, so werden manchmal auch die Begriffe EU-Identität oder Identität der EU verwendet. Um zustimmende Haltungen zum Gedanken der europäischen Integration und zur Entwicklung einer europäischen Identität zu kennzeichnen, werden die Termini Europäismus oder Europhilie benutzt, bei ablehnenden Haltungen der Begriff Antieuropäismus oder Europhobie (siehe auch: EU-Skepsis); eine Mittelposition nimmt der Hesperialismus ein, der sich positiv zur europäischen Einigung, aber kritisch zur gegenwärtigen Europäischen Union verhält. Personen, die eine europäistische Überzeugung ausdrücken, werden häufig als überzeugte Europäer oder Europhile bezeichnet.

## Entstehung und Inhalte
Nach Theorien der Sozialpsychologie entsteht eine Anschauung der europäischen Identität
- als Konzept von sich selbst in der Eigengruppe der „Europäer“ (Erweiterung des Selbstkonzepts, des Selbstbildes und des Selbstbewusstseins durch Identifikation mit Merkmalen der sozialen Gruppe „Europäer“)

oder
- als Zuschreibung von typischen Wesensmerkmalen von außen (Konstruktion eines Fremdbildes über „Europäer“ durch Individuen und Gruppen, die sich selbst nicht zu den „Europäern“ zählen).[10]

Das Bild, „Denkbild“, Konzept oder Konstrukt besteht aus typisierenden Einzelmerkmalen („Personifikationen“, „mentale Repräsentationen“), die ein Betrachter oder eine Gruppe von Betrachtern hierzu als wesentlich einschätzen und bildet einen Ausschnitt eines „Sozialen Panoramas“ (Lucas Derks). Bei diesem ontologischen Konzept kommen Wesenseigenschaften, Mentalitäten, Merkmale des Sozialverhaltens, der Kultur und der Zivilisation, das kulturelle Erbe und die kulturelle Identität, Begabungen und Fertigkeiten, Lebensgewohnheiten, soziale Codes, Gebräuche, Gesinnungen, Mythen, Ideen, Ideale, Weltanschauungen und Wertvorstellungen als „Identitätsaufhänger“ (Erving Goffman) in Betracht, die die Bewohner des Erdteils Europa und ihr Zusammenleben kennzeichnen sowie signifikant von den Bewohnern anderer Kontinente (Fremdgruppen) und ihrem Zusammenleben unterscheiden (sollen). „Identitätsangeboten“ (identitätsstiftende Vorbilder, Symbole, Wahrzeichen, Stereotype, Erzählungen, „Narrative“ (Hayden White), Nachrichten, kulturelle Erinnerungen), die über das jeweilige soziale Milieu, „Meinungsführer“ und die verschiedenen Medien der Informationsgesellschaft vermittelt werden und einen Teil des kollektiven Gedächtnisses bilden, kommt hierbei eine zentrale Bedeutung zu. Die Herausbildung einer Identität verläuft nicht konfliktfrei, wenn eine sich entwickelnde Identität (etwa eine sich entwickelnde europäische Identität) zu einer vorhandenen (etwa einer nationalen Identität) in Widerspruch tritt, wodurch ein Identitätskonflikt entsteht. Als Folge ständiger Einflüsse, die auf die Konstruktion einer Identität einwirken und sie verändern, ist auch eine auf das Europäer-Sein bezogene Facette der Identität kein statisches, sondern grundsätzlich ein dynamisches Gebilde. Europäische Identität kann wegen ihrer Konstruktion aus heterogenen Bestandteilen als das Ergebnis einer Europäisierung und Verknüpfung verschiedener sozialer Identitäten zu einer „Bindestrich-Identität“ oder „multiplen Identität“ in Europa verstanden werden; bei vielen tritt sie als „sekundäre Identität“ zu einer nationalen Identität hinzu (Thomas Risse).

## Identitätsstiftung im Rahmen europäischer Politik
Unterschiedliche Konzepte dessen, was europäische Identität bedeutet (oder bedeuten soll), bildeten Grundlagen für die Diskussion und Entwicklung von politischen Konzepten der europäischen Integration, aber auch für Europaskepsis. Bis ins 20. Jahrhundert gab es keine einheitliche und allgemein akzeptierte Grundauffassung von einer europäischen Integration und dem „Europäertum“. Integrationsversuche der Neuzeit waren bis in die Mitte des 20. Jahrhunderts von nationalen Interessen einer Hegemonie in oder über Europa diktiert. Die Herausbildung einer kollektiven europäischen Identität ist vor dem Hintergrund der historischen Erfahrungen im Ersten und Zweiten Weltkrieg zu einer festen Zielgröße europäischer Politik geworden, spätestens seit 1973, nachdem die Staaten der Europäischen Gemeinschaften das Dokument über die europäische Identität beschlossen hatten. Erklärt wird das Zustandekommen des europäischen Integrationsprozesses mit dem durch den Zweiten Weltkrieg stark entwickelten politischen Bewusstsein, dass eine stabile Ordnung der Staaten in Europa Deutschland in eine europäische Kooperationsstruktur pazifizierend einbinden müsse (→ Deutsche Frage). Die so entstandene, schrittweise aus- und aufgebaute Gemeinschaft habe dann damit begonnen, Konzepte einer kollektiven europäischen Identität zu konstruieren.
Neben regionalen, staatlichen und supranationalen Ebenen wirkten und wirken an einer europäischen Identitätspolitik auch örtliche, nichtstaatliche sowie private Initiativen und Organisationen mit. Beispiele dafür sind die Europäische Bewegung International (seit 1948), die alljährliche Verleihung des Internationalen Karlspreises der Stadt Aachen (seit 1950), das von Jean Monnet initiierte Aktionskomitee für die Vereinigten Staaten von Europa (1955–1975) oder die Projekte zur Verleihung der Titel Europäer des Jahres, die verschiedene Organe der Presse jährlich vergeben. Die Europa-Union Deutschland beschloss 1995 eine Charta der europäischen Identität. Die römisch-katholische Kirche ernannte seit 1964 Patrone Europas, um aus ihrer religiösen Sicht der Identität Europas auf spirituelle Grundlagen dieses Erdteils und seiner Völker aufmerksam zu machen. Seit Mitte der 1980er Jahre verstärkte die Europäische Wirtschaftsgemeinschaft ihre Bemühungen, die in ihrem Selbstverständnis formulierten Identitätsvorstellungen zu vermitteln und Bezugspunkte einer europäischen Identität bereitzustellen. 1985 schlug der vom Europäischen Rat eingesetzte Ausschuss für das „Europa der Bürger“ als politische Reaktion auf eine beklagte „Eurosklerose“ eine Vielzahl von Maßnahmen vor, insbesondere solche, die auf die Wahrnehmung der Europäischen Gemeinschaft durch ihre Bürger gerichtet sind, etwa eine Vereinfachung oder der vollständige Verzicht auf Personenkontrollen beim Überqueren europäischer Binnengrenzen, verwirklicht im Schengen-Raum, und die Einführung eines Europatages. Wissenschaftler sehen die Europäische Union (EU) heute als den Hauptakteur in einem umfassenden europäischen Identitätsdiskurs. Die EU habe sich dabei die Deutungshoheit über diejenigen Inhalte gesichert, die als „europäisch“ gesehen werden. Auf Initiative des Europäischen Parlaments wurde ein Haus der Europäischen Geschichte etabliert, in dem auch Konzepte der europäischen Identität veranschaulicht werden.
1950 hatten die Staaten des Europarats, der 1949 gegründeten internationalen Organisation für die Zusammenarbeit in Europa, die Europäische Menschenrechtskonvention beschlossen, die schließlich 1953 in Kraft trat und über deren Einhaltung der Europäische Gerichtshof für Menschenrechte seit 1959 wacht. Damit bekannten sich diese Staaten auf der Basis eines völkerrechtlichen Katalogs der Grund- und Menschenrechte zum Gedanken einer europäischen Rechts- und Grundwertegemeinschaft. Gleichwohl wird festgestellt, dass eine europäische Öffentlichkeit als unterstellte Voraussetzung einer kollektiven europäischen Identitätsfindung, kaum vorhanden sei, allenfalls in Form sektoraler europäischer Fach- oder Teilöffentlichkeiten. Diese Gegebenheit, auch als das Fehlen eines „europäischen Demos“ bezeichnet, wird mit dem Fehlen starker identitäts- und loyalitätsstiftender Ressourcen, mit strukturellen Kommunikationsproblemen (insbesondere aufgrund sprachlicher und kultureller Barrieren), mit den Wirkungen des Nationalismus und den Bindungen von Menschen und Strukturen an das Konzept des Nationalstaates sowie mit einem „Demokratiedefizit“ auf der Ebene der europäischen Politik erklärt.
Mit der Einheitlichen Europäischen Akte schuf der Europäische Rat 1986 eine vertragliche Grundlage für die Europäische Politische Zusammenarbeit, der insbesondere das politische, auch identitätsstiftende Konzept der Kohäsion als Ausdruck der Solidarität ihrer Staaten und Regionen zugrunde liegt. Mit dem Vertrag von Maastricht wurde am 7. Februar 1992 der Vertrag über die Europäische Union abgeschlossen, in dessen Artikel 2 es heißt:

„Die Werte, auf die sich die Union gründet, sind die Achtung der Menschenwürde, Freiheit, Demokratie, Gleichheit, Rechtsstaatlichkeit und die Wahrung der Menschenrechte einschließlich der Rechte der Personen, die Minderheiten angehören. Diese Werte sind allen Mitgliedstaaten in einer Gesellschaft gemeinsam, die sich durch Pluralismus, Nichtdiskriminierung, Toleranz, Gerechtigkeit, Solidarität und die Gleichheit von Frauen und Männern auszeichnet.“

Für die Aufnahme von neuen Mitgliedstaaten in die Europäische Union definierte der Europäische Rat 1993 die Kopenhagener Kriterien. Damit definierte er insbesondere demokratische und rechtsstaatliche Standards im Sinne von grundlegenden und unverzichtbaren Werten für die Union und ihre Identität. Ein 2004 unterzeichneter Vertrag über eine Verfassung für Europa, der fundamentale rechtliche Bestimmungen zu Kompetenzen, Werten, Zielen und Prinzipien der EU vorsah, scheiterte 2005 an Volksbefragungen in Frankreich und in den Niederlanden. Nach der Erarbeitung einer Berliner Erklärung gelang es den EU-Staaten 2007 aber, etliche dieser Bestimmungen, zum Teil modifiziert, im Vertrag von Lissabon zu verankern. Auf Verlangen Großbritanniens wurde dabei allerdings auf die vertragliche Festlegung bestimmter identitätsstiftender Symbole der Europäischen Union wie der Europaflagge, der Europahymne und des Europamottos „In Vielfalt geeint“ verzichtet, doch ergänzt den Vertrag die Erklärung Nr. 52, worin 16 EU-Staaten die Symbole förmlich anerkennen. Gleichzeitig mit dem Vertrag von Lissabon trat am 1. Dezember 2009 die Charta der Grundrechte der Europäischen Union in Kraft, die die EU-Grundrechte mit Ausnahme Großbritanniens und Polens für den gesamten EU-Raum kodifiziert. Ferner wurde mit dem Vertrag von Lissabon der 1957 geschlossene Vertrag zur Gründung der Europäischen Wirtschaftsgemeinschaft in den Vertrag über die Arbeitsweise der Europäischen Union überführt, in dessen Präambel sich das vielzitierte identitäre Ziel findet, „die Grundlagen für einen immer engeren Zusammenschluss der europäischen Völker zu schaffen“. In Vorschriften zur Verstärkten Zusammenarbeit ist dort auch das Konzept der abgestuften Integration enthalten. Für die sechs Jahrzehnte währenden Bemühungen um Frieden, Versöhnung, Demokratie und Menschenrechte erhielt die EU 2012 den Friedensnobelpreis.

## Deutschland
Am 22. Juli 1848 trug der deutschkatholische Politiker Robert Blum in der Frankfurter Nationalversammlung die Vorstellung eines freien, vereinten und demokratischen Deutschlands in der friedlichen Vereinigung einer „europäischen Staatenfamilie“ vor.
Auf der Grundlage des rassistischen Konzepts einer zur Herrschaft prädestinierten „Herrenrasse“ versuchte das nationalsozialistisch regierte Großdeutsche Reich Europa nach totalitären Vorstellungen zu unterwerfen und neu zu ordnen, wobei das Konzept der „Germanisierung“ eines „Lebensraums im Osten“ eine zentrale Komponente bildete (siehe: Nationalsozialistische Europapläne).
Die Bundesrepublik Deutschland gab sich aufgrund der historischen Erfahrungen in der Zeit des Nationalsozialismus 1949 ein Grundgesetz, in dessen Präambel den verfassungsrechtlichen Regelungen die Aussage vorangestellt wird, dass das „Deutsche Volk“ von dem Willen „beseelt“ sei, „als gleichberechtigtes Glied in einem vereinten Europa dem Frieden der Welt zu dienen“. Damit erklärte es den Gedanken der europäischen Integration zu einem seiner Staatsziele. Durch Neufassung des Artikels 23 des Grundgesetzes („Europa-Artikel“) konkretisierte Deutschland 1992 unter Betonung des unionsrechtlichen Subsidiaritätsprinzips sein Verhältnis als Bundesstaat zur EU. Mit Bezug auf die Präambel stellte das Bundesverfassungsgericht 2009 in seinem Lissabon-Urteil fest, dass die deutsche Verfassung „auf die europäische Integration gerichtet“ sei und „ein organisiertes Miteinander in Europa“ wolle. Auf die Eurokrise reagierte die Bundesregierung 2012 mit der politischen Forderung nach „mehr Europa“, worunter nach Presseberichten ein Bündel von Maßnahmen zu verstehen sei, das zu einem weiteren Transfer nationaler Souveränität europäischer Staaten auf die europäische Ebene führen soll. Demgegenüber bemerkte Bundeskanzlerin Angela Merkel in Presseinterviews, dass „mehr Europa“ auch die stärkere Koordination des nationalen politischen Handelns bedeuten könne. Im Zusammenhang mit der Eurokrise und der dabei erzielten Einigung über die Europäische Bankenunion meinte der EU-Vizekommissionspräsident Olli Rehn über die deutsche Europapolitik: „Deutschland neigt zum Intergouvernementalismus, und das ist der Spielplatz der großen Staaten.“

## Visionen, Konzepte, Definitionsversuche, Bemerkungen, Analysen
- Erstmals schrieb von Europäern im Jahr 754 ein anonymer spanischer Autor in der Mozarabischen Chronik. Mit dem lateinischen Neologismus Europenses fasste er Franken, Langobarden, Sachsen und Friesen zusammen, die im Jahr 732 unter dem Kommando von Karl Martell in der Schlacht von Tours und Poitiers eine Operation der islamischen Expansion von Arabern („Sarazenen“) unter ihrem Heerführer Abd ar-Rachman gestoppt hatten.[48]
- Seit der Zeit Karls des Großen wurde der Begriff Europa am karolingischen Hof, von der Reichskirche und von der Kanzlei der Päpste in verschiedenen Varianten benutzt, um dessen „Hegemonialreich“ zu bezeichnen, das über das Frankenreich hinausgriff und eine Reihe abhängiger Gebiete kontrollierte.[49]
- Das gegen Ende des 8. Jahrhunderts entstandene Paderborner Epos schmeichelte Karl dem Großen als „Haupt Europas“, „erhabenem Leuchtturm“ und „Vater Europas“. In dieser noch diffusen Imagination von Europa war nach Ansicht des Historikers Dieter Hägermann das Moment der fränkischen Herrschaft auf der Grundlage des lateinisch geprägten Christentums erkennbar verbunden mit der indirekten Ausgrenzung des Byzantinischen Reichs und der griechischen Ostkirche.[50]
- Nach Meinung des Historikers Heinrich August Winkler war der Einflussbereich der von lateinischer Sprache, Literatur und Kultur geprägten „Westkirche“ jener Bereich Europas (der „alte Westen“), der mit „vormodernen Formen der Gewaltenteilung“ sowie durch die „spätmittelalterlichen und frühneuzeitlichen Emanzipationsprozesse der Renaissance und des Humanismus, der Reformation und der Aufklärung“ die entscheidende Grundlage für die Entstehung der sogenannten „westlichen Werte“ der westlichen Welt bildete.[51] Winkler liegt in diesem Punkt auf einer Linie mit Samuel P. Huntington, der in seiner Theorie vom Clash of Civilizations die durch die orthodoxen Kirchen geprägten Räume Ost- und Südosteuropas vom „westlich geprägten“ Europa unterscheidet und einem speziellen „euro-asiatischen“ Kulturareal zuordnet. Die These einer besonderen kulturellen Verbundenheit zwischen einem westlichen Europa und Nordamerika auf der einen Seite und ihrer Unterscheidung von einer im Osten Europas verorteten, künftig aufsteigenden „russischen Kultur“ hatte der Kulturphilosoph Oswald Spengler bereits 1918 in seinem Hauptwerk Der Untergang des Abendlandes aufgestellt.
- Vor dem Hintergrund der mittelalterlichen Idee der Kreuzzüge, der Ablehnung eines Anspruchs nach Universalherrschaft (civitas una), wie er in der Reichsidee oder im Herrschaftsanspruch des Papsttums zum Ausdruck kam, und in der Tradition der Idee des französischen Königtums seit Philipp II., dass an deren Stelle „Städte und viele Fürsten [treten], die keinen Höheren in ihren Ländern anerkennen“ (civitates et multi principes superiores in terris non recognoscentes), stellte der französische Rechtsgelehrte Pierre Dubois in seiner Schrift De recuperatione Terre Sancte („Über die Wiedergewinnung des Heiligen Landes“) um 1306 das Konzept eines Zusammenschlusses der christlichen Herrscher Europas mit einer gemeinsamen Schiedsgerichtsbarkeit und einem konziliaren Leitungsgremium als neuen universalen Ordnungsrahmen vor (respublica christiana).[52][53][54]
- Den ersten konkreten Plan zu einer konföderativen Ordnung der politischen Kräfte Europas ließ der kalixtinische böhmische König Georg von Podiebrad ab 1461 durch seinen Rechtsberater Antonius Marini[55] entwerfen.[56] Mit Blick auf eine gemeinsame Verteidigung des christlichen Europas gegen die „Türkengefahr“ stellte der König im Jahr 1464 das Konzept, den Tractatus pacis toti cristianitati fiendæ mit 21 Artikeln zur Gründung gemeinsamer europäischer Einrichtungen wie Heer, Haushalt, Gericht, Volksvertretung, Asyle, Verwaltung und Wappen, neben den Herrschern Polens, Ungarns und Venedigs dem französischen König Ludwig XI. vor, der den Plan allerdings zurückwies.[57][58] Eine Verwirklichung des Konzepts hätte die Macht des römisch-deutschen Kaisers Friedrich III. ebenso begrenzt wie die des Papsttums, damals verkörpert durch Paul II., welcher den böhmischen König noch im gleichen Jahr zum Ketzer erklären ließ.[59][60]
- Schließlich erfolgreiche Bemühungen europäischer Seefahrer den Seeweg nach Indien zu entdecken, um durch direkten Gewürzhandel den nahöstlichen Zwischenhandel umgehen zu können, führten zu einem Aufschwung des interkontinentalen Fernhandels zu Beginn der Neuzeit, zur europäischen Expansion sowie zu einer verbreiterten und vertieften Möglichkeit der Europäer, sich mit fernen außereuropäischen Zivilisationen zu vergleichen, etwa mit der ebenfalls hochentwickelten Kultur der Chinesen. Dieser Vergleich mit „Anderen“ und die daraus hervorgehende Distinktion prägte das Selbstbild der Europäer nachhaltig.[61] Einen frühen Versuch der Unterscheidung und Einordnung von Menschentypen nach Hautfarbe, Temperament und Körperhaltung unternahm im 18. Jahrhundert Carl von Linné in seinem Werk Systema Naturae, in dem er den Europäer als „Homo Europaeus“ klassifizierte, ihm die Merkmale weiß, sanguinisch und muskulös zuordnete und so vom Afrikaner, Amerikaner und Asiaten als weiteren Ausprägungen (Varietäten) des „Homo sapiens“ unterschied.
- Das 1634 im Auftrag des Kardinals Richelieu von Jean Desmarets de Saint-Sorlin geschriebene Heldendrama Europe. Comedie Heroique entwickelte Europavorstellungen vor dem politischen Hintergrund des alten Gegensatzes zwischen Frankreich und Spanien und des bevorstehenden Eintritts Frankreichs in den Dreißigjährigen Krieg. Hierbei wurde die Idee einer Universalmonarchie Frankreichs über Europa vorgetragen. Die Monarchia Universalis war ein universalistisches Konzept, das zu Beginn der Neuzeit in Fortführung der Gedanken der Einheit der Christenheit, des Gottesgnadentums, der Nachfolge des römischen Imperiums und Karls des Großen sowie mit dem Blick auf das Kaisertum, das Heilige Römische Reich, das spanische Königtum, das global ausgreifende spanische Kolonialreich und die darauf gegründete Vorherrschaft in Europa zuletzt der Habsburger Karl V. nach der Staatsdoktrin seines Großkanzlers Mercurino Arborio di Gattinara verfolgt hatte (Neoghibellinismus).[62][63]
- In An Essay towards the Present and Future Peace in Europe by the Establishment of a European Dyet, Parliament or Estates warb der englische Quäker und Jurist William Penn, der in den 1680er Jahren an der Gründung der englischen Kolonie Pennsylvania führend mitgewirkt hatte, 1691 erneut für eine konföderative Friedensordnung in Europa. Hierbei entwarf er auf der Grundlage von Gedanken von Émeric Crucé, Maximilien de Béthune und John Locke die Idee eines europäischen Parlaments, in das die Staaten Europas eine festgelegte Zahl von Vertretern entsenden sollten. Ähnliche Ideen wurden zu Beginn des 18. Jahrhunderts von Charles Irénée Castel de Saint-Pierre geäußert. Diese Ideen bildeten Fundamente für viele weitere Autoren des 18., 19. und 20. Jahrhunderts,[64] etwa Konrad von Schmidt-Phiseldeck, Henri de Saint-Simon, Victor Hugo, Karl Kautsky und Winston Churchill, der in einer Rede an der Universität Zürich am 19. September 1946 vor dem Hintergrund des sich abzeichnenden Kalten Krieges dazu aufrief, „eine Art Vereinigte Staaten von Europa zu schaffen“, die die „neuen Gefahren von Tyrannei und Terror“ abwehren sollten. Churchills Mitstreiter und Schwiegersohn Duncan Sandys rief anschließend das United Europe Movement ins Leben.[65] Auf dem Haager Europa-Kongress sagte Churchill im Mai 1948:[66]

“We must proclaim the mission and the design of a United Europe whose moral conception will win the respect and the gratitude of mankind, and whose physical strength will be such that none will dare molest her tranquill sway. […] I hope to see a Europe where men and women of every country will think of being European as of belonging to their native land, and wherever they go in this wide domain will truly feel: ‚Here I am at home‘.”

„Wir müssen die Mission und den Entwurf eines Vereinigten Europas verkünden, dessen moralisches Konzept die Achtung und die Dankbarkeit der Menschheit gewinnt und dessen physische Stärke so groß ist, dass niemand seinen ruhigen Gang beeinträchtigt. […] Ich hoffe ein Europa zu sehen, wo Männer und Frauen aller Länder das Europäertum wie die Zugehörigkeit zu ihrem Geburtsland betrachten und – wo auch immer sie in diesem weiten Raum hingehen – fühlen: ‚Hier bin ich zuhause.‘“

- Mit der 1799 entstandenen Rede Europa rief der frühromantische Schriftsteller Novalis die Völker Europas zur Annahme einer neuen „Religion“ auf, die durch einen freieren und poetischen Umgang mit den biblischen Schriften gekennzeichnet sei und die die Europäer zu einer Friedensgemeinschaft vereinen würde.
- Napoleon Bonaparte verknüpfte seine Herrschaft über den Kontinent mit der Vision einer Rechtseinheit, eines europäischen Volkes und – im Zeichen dieser Reichsidee – mit einer Hauptstadt Paris.[67] Das 19. Jahrhundert wurde von dem Gedanken begleitet, ein schließlicher Triumph Napoleons hätte womöglich den feindlichen Nationalismus der europäischen Staaten vereitelt.
- Am 15. April 1834 wurde unter Führung von Giuseppe Mazzini in Bern der politische Geheimbund Junges Europa gegründet. Ihm gehörten anfangs sieben Italiener, fünf Polen und fünf Deutsche an. Sein Ziel war die Errichtung eines Bundes der Nationalstaaten durch die Völker Europas und die Überwindung der beim Wiener Kongress restaurierten Monarchien und Vielvölkerstaaten durch Republiken. Die ideellen Grundlagen hierzu hatte Mazzini bereits 1831 in Marseille bei der Gründung der politischen Bewegung Junges Italien formuliert.[68]
- Am 6. März 1848, kurz nach der Februarrevolution 1848, skizzierte der deutsche Vormärz-Dichter und Exildemokrat Georg Herwegh, der ab 1837 an August Lewalds Zeitschrift Europa mitgearbeitet hatte, in seiner Botschaft An das französische Volk! den Gedanken einer „europäischen Republik“. Auf der Grundlage des Prinzips der Volkssouveränität verstand er darunter eine neue republikanische Ordnung der europäischen Völker, die unter dem revolutionären Wahlspruch Freiheit, Gleichheit, Bruderliebe die Demokratie erkämpft, so „mit der alten Zeit gebrochen und das Banner der neuen aufgepflanzt [hätten] für alle Völker der Welt.“[69] Wenige Tage später brach Herwegh als Führer der Deutschen Demokratischen Legion von seinem Pariser Exil auf, um im Großherzogtum Baden den Heckeraufstand zu unterstützen.
- In seinem 1886 erschienenen Werk Jenseits von Gut und Böse bezeichnete der staatenlose Philosoph Friedrich Nietzsche das „gute Europäertum“ als die Fähigkeit eines Europäers, „atavistische Anfälle von Vaterländerei und Schollenkleberei zu überwinden und wieder zur Vernunft […] zurückzukehren.“[70]
- Ab 1922 entwickelte der japanisch-österreichische Schriftsteller Richard Nikolaus Coudenhove-Kalergi vor dem Hintergrund der Erfahrung des Ersten Weltkriegs, den er als „Bürgerkrieg unter den Europäern“ empfunden hatte, die Paneuropa-Idee, nach der Europa zwischen Polen und Portugal zu einem Staatenbund namens Paneuropäische Union oder Vereinigte Staaten von Europa verbunden werden sollte. Dieser Idee setzte der Österreicher Karl Anton Rohan, Gründer der Monatszeitschrift Europäische Revue, ein elitär-konservativ geprägtes Konzept des „Abendlandes“ entgegen.
- Im Rahmen der französischen Europapolitik sprach der französische Staatspräsident Charles de Gaulle in den 1960er Jahren von einem „Europa der Vaterländer“. Unter historischem Bezug auf das Frankenreich meinte er damit einen aus Westdeutschland, Italien, den Beneluxstaaten und Frankreich gebildeten Raum von zwischenstaatlich kooperierenden Nationalstaaten, der unter französischer Führung den Ost-West-Konflikt überwinden sollte.
- In seinem Vortrag Die Krisis des europäischen Menschentums und die Philosophie stellte der deutsche Philosoph Edmund Husserl 1935 unter den europäischen Nationen eine „besondere innere Verwandtschaft im Geiste“ fest. Diese – er nannte sie das „geistige Europa“ – habe seine Geburtsstätte im 7. und 6. Jahrhunderts v. Chr., wo durch eine „neuartige Einstellung einzelner zur Umwelt […] sich der Durchbruch einer völlig neuen Art geistiger Gebilde, rasch anwachsend zu einer systematisch geschlossenen Kulturgestalt“, vollzogen habe. Husserl meinte damit die Philosophie der Antike, deren Anfänge bei den Vorsokratikern im antiken Griechenland liegen. Zur Überwindung der „Krise des europäischen Daseins“ rief er zu einer „Wiedergeburt Europas aus dem Geiste der Philosophie durch einen den Naturalismus endgültig überwindenden Heroismus der Vernunft“ auf.[71]
- In einem Vortrag vor dem Kulturkreis des Bundesverbandes der Deutschen Industrie am 29. September 1953 stellte der spanische Philosoph und Soziologe José Ortega y Gasset seine Europaidee vor. Demnach sei „Europa“ als gemeinsames „europäisches Kulturbewußtsein“ zu fassen, dessen Existenz unbestreitbar sei und nicht mit dem Problem der geografischen Abgrenzung oder der rechtlichen Verfasstheit Europas verwechselt werden dürfe. Ortega y Gasset formulierte den Gedanken, dass die europäischen Völker stets zusammengelebt und dabei in einem sozialen Raum einen „gemeinsamen Vorrat an Ideen, Formen und Begeisterungen“ geschaffen hätten, auch schon die Europäer vor der Entstehung europäischer Nationen. Das Zusammenleben in diesem Verständnis erzeuge immer ein „System von Bräuchen“. Im Zusammenleben der europäischen Völker seien daher ebenfalls „allgemeine europäische – sowohl intellektuelle als [auch] moralische – Bräuche“ entstanden. Diese „Bräuche“ hätten stets eine „öffentliche europäische Macht“ gebildet. Eine Konstante der europäischen Kultur sei darin zu sehen, dass sie bei ihrem Gang durch periodische Krisen immer wieder über sich hinausgriff und damit über sich selbst hinauswuchs.[72]
- Der französische Philosoph Rémi Brague betonte in seinem 1993 erschienenen Werk Europa, eine exzentrische Identität die Rolle der römischen Kultur, die darin bestanden habe, griechische Kultur und griechische Philosophie aufzunehmen und weiterzureichen und das römische Recht als weitere Grundlage heutiger europäischer und westlicher Kultur und Identität zu stiften.[73]
- Der Identitätsdiskurs befasst sich auch mit der Frage nach der originären, paneuropäischen Verkehrssprache.[74] Diese Funktion hatte in Europa über Jahrhunderte das Latein inne, aber durch dessen Sprachtod eignet sich Latein nicht mehr als modernes Kommunikationsmittel. Neue Konzepte in Form von Plansprachen, beispielsweise Interlingua, verbinden daher die modernen Sprachanforderungen mit dem kulturellen Erbe des Lateins.[75]
- Der deutsche Historiker Hagen Schulze stellte die europäische Identität als Produkt einer imagined community (Benedict Anderson) dar, deren Traditionswahrnehmungen insbesondere und in hohem Maße durch „Wiederkehr der Antike“ in Gestalt „vieler Renaissancen“ gespeist wurden. Die zusammenhängende Entwicklung dieser Renaissancen bezeichnete er nach Peter Burke als „Verwestlichung des Abendlandes“. In der Substanz verstand er die europäische Zivilisation als „ein Phänomen des europäischen, lateinischen Westens“.[76]
- Der deutsche Philosoph Jürgen Habermas versuchte, eine anzustrebende europäische Identität im Sinne einer ganzen Reihe abstrakter Grundsätze zu definieren, die er unter den Begriff Verfassungspatriotismus subsumiert. Das zentrale europäische Projekt, die EU, gründe sich auf die Prinzipien der Freiheit, der Demokratie, der Anerkennung der Menschenrechte und der Rechtsstaatlichkeit, die von den Nationalstaaten auf trans- und supranationale Ebenen transferiert würden. Außerdem kennzeiche Europa die Vorstellung von einem „Sozialmodell“. Europa, so Habermas, müsse „die Bewahrung einer spezifischen, heute in Gefahr geratenen Kultur und Lebensform“ beinhalten.[77] In diesem Zusammenhang spricht er auch von einem „Biotop des alten Europa“. Die Europäische Union sei hierin die Rechtsgemeinschaft, die die Völker Europas mit den Bürgern Europas abgemacht hätten. Er fordert eine Demokratisierung der europäischen Ebene, die er als „höherstufiges politisches Gemeinwesen“ begreift. Das „Europaprojekt“ könne zur Bewältigung der bevorstehenden enormen Weichenstellungen nicht weiter im „Elitemodus“[78] und durch eine „postdemokratische Herrschaftsausübung“ des Europäischen Rats[79] fortgeführt werden. Zusammen mit dem französischen Philosophen Jacques Derrida hatte Habermas 2003 dazu aufgerufen, dass eine Gruppe europäischer Staaten als das „avantgardistische Kerneuropa“ wie eine „Lokomotive“ voranziehen solle, um in verstärkter Zusammenarbeit das „Bild eines friedlichen, kooperativen, gegenüber anderen Kulturen geöffneten und dialogfähigen Europas“ zu verwirklichen.[80] Derrida und Habermas, die seinerzeit angesichts „überwältigender“ Massendemonstrationen gegen einen Eintritt europäischer Staaten in den Irakkrieg ein „Signal für die Geburt einer europäischen Öffentlichkeit“ erblickten, verstanden ihren Aufruf als Antwort auf den Offenen Brief der Acht, mit dem unter Führung von Tony Blair und José María Aznar acht europäische Staaten im Irak-Konflikt für mehr Solidarität mit den Vereinigten Staaten eingetreten waren. Den Vereinigten Staaten und ihrem Präsidenten George W. Bush warfen Derrida und Habermas einen „burschikosen Bruch des Völkerrechts“ und „hegemonialen Unilateralismus“ vor. Den Europäern rieten sie eine selbstkritische Auseinandersetzung mit ihrer „bellizistischen Vergangenheit“, um durch die bewusste Aneignung der historischen Erfahrungen eine „identitätsbildende Kraft“ zu erlangen.
- Nach dem britisch-US-amerikanischen Politikwissenschaftler John McCormick ist das Europäertum (europeanness) eine Eigenschaft, die ein bestimmtes Maß der Annahme von Vorstellungen des Europäismus (europeanism) bezeichnet. Europäismus bezeichne eine Reihe von prägenden Vorstellungen der Europäer, etwa – bezogen auf die „politische Mentalität“ der Europäer aus der Sicht von Habermas und Derrida – das Eintreten für Prinzipien des Säkularismus, das Vertrauen in die Rolle des Sozialstaats, Zweifel im Hinblick auf die Regulierungskräfte des freien Marktes, realistische Erwartungen in Bezug auf den technischen Fortschritt, eine niedrige Toleranzschwelle für die Anwendung von Gewalt und die Präferenz für einen Multilateralismus im Rahmen reformierter Vereinter Nationen.[81][82][83]
- In einer Rede, die die britische Premierministerin Margaret Thatcher 1988 vor dem College of Europe hielt, erläuterte sie – auch mit Blick auf die hinter dem Eisernen Vorhang lebenden europäischen Nationen – die Ansicht, dass Europa so wenig Geschöpf der Römischen Verträge wie die „europäische Idee“ Besitz irgendeiner Gruppe oder Institution sei und dass die Europäische Gemeinschaft nur eine, aber nicht die einzige Manifestation der europäischen Identität darstelle. In diesem Zusammenhang verwies sie außer auf die speziellen Beiträge Großbritanniens zu Europa, seiner Kultur und seinen Werten auch darauf, dass die Vereinigten Staaten durch europäische Werte zu einem „tapferen Verteidiger der Freiheit“ geworden seien.[84]
- Die ehemalige Verfassungsrichterin Jutta Limbach stellte mit Blick auf den Staatenverbund der EU fest, dass ein „europäischer Bürgersinn“ bisher vergeblich zu suchen sei und sah Ursachen dafür in den komplexen Funktionsmechanismen der EU und in einem geringen Vertrauen in die Einhaltung europäischer Verträge: „Wer die Bürger dort abholen will, wo sie sich in ihrem europäischen Bewusstsein befinden, muss zunächst auf ihr Unbehagen und ihr fehlendes Verständnis der Funktionsmechanismen der EU eingehen. […] Wie will ich von den Bürgern erwarten, dass sie sich auf das Projekt Europa einlassen, wenn sie nicht darauf vertrauen dürfen, dass sich die Politiker an die vereinbarten Verträge und deren Normen halten?“[85]
- Angesichts der Staatsschuldenkrise im Euroraum warnte der Politikwissenschaftler Peter Graf von Kielmansegg davor, „Europa eine Art Zwangsintegration zu verordnen“, […] eine „Integration nicht als Folge einer frei geführten Debatte über das Wünschbare und Notwendige, sondern als Resultat von Zwängen, die sich aus vorausgegangenem, nicht zu Ende gedachtem Tun ergeben. […] Es wäre ein von einer wohlmeinenden politischen Klasse oktroyiertes Europa. Ein oktroyiertes Europa wäre ein wurzelloses Europa. Die europäische Föderation in ihrer konkreten Gestalt, nicht nur die Europa-Idee, muss von den Europäern angenommen werden.“[86] Im Sinne der Kritik Kielmanseggs verglich der Publizist Henryk M. Broder, der sein Europäertum als eine „Selbstverständlichkeit“ wie das tägliche Duschen charakterisierte, im Jahr 2013 die Eurozone mit einer Hausgemeinschaft, in der von 17 Parteien fünf ihre Umlage nicht mehr bezahlen könnten. Das „Gerede“, dieses Modell sei ein „Haus des Friedens“, bezeichnete er als „unlogisch und konstruiert“; die Argumentation sei „so schief wie der Turm von Pisa.“[87] In seinem Buch Die letzten Tage Europas kritisierte Broder, der die europäische Idee an sich positiv beurteilt, an der EU auch deren Bürokratismus, die Rolle, die Lobbyismus in ihren Strukturen spielt, sowie einen Mangel an demokratischer Legitimation und Kontrolle.
- Die Politikwissenschaftler Ulrike Guérot und Robert Menasse legten 2013 in einem Beitrag dar, dass in der „Logik einer europäischen Res publica“ die Gewinne der gesamteuropäischen Wertschöpfungskette transnational verteilt und dabei eine ökonomische Balance zwischen Zentrum und Peripherie gefunden werden müsse.[88] Andere Autoren, etwa der Wirtschaftsjournalist Rainer Hank, warnten dagegen vor einem Zentralismus europäischer Institutionen und verwiesen darauf, dass die Vielgestaltigkeit, Kleinstaaterei und Fragmentierung Europas die Macht dezentral verteilt und begrenzt habe, wodurch Meinungsvielfalt gefördert, Kreativität ermöglicht, Ehrgeiz des Wettbewerbs angestachelt und Wohlstand genährt worden sei. Durch Vorhandensein verschiedener Herrschaftsgebiete hätten Bürger in Europa die befreiende Möglichkeit gehabt, sich durch Emigration in einen Nachbarstaat neue Chancen für ihr Leben zu eröffnen.[89]
- Die aus Bulgarien gebürtige französische Philosophin Julia Kristeva befand, dass die Identität in Europa ein Gegenstand fortgesetzter, unabschließbarer Suche sei. Die kulturellen Eigenschaften Europas wurzelten in der Vielsprachigkeit, Diversität und damit in der Freiheit, die Identität fortgesetzt in Frage zu stellen. Lebendig sei Europa, wenn es sich selbst fremd ist. Eine wichtige europäische Tradition, die im Zentrum des jüdisch-griechisch-christlichen Denkens stehe, sei der Gedanke von der unverwechselbaren Einzigartigkeit jeden Subjekts. Dieser Gedanke mache die Menschen fähig, mit Schwächeren zu teilen. Am Umgang mit der Verletzlichkeit des Menschen zeige sich, was Europa eigentlich ist.[90]
- Der ungarische Soziologe Frank Furedi trug vor, dass der fundamentale europäische Wert das Streben nach Freiheit sei. Diese Freiheit manifestiere sich durch eine demokratische Debatte. Demokratie und Volkssouveränität würden durch den „technokratischen Regierungsstil der EU“ und durch eine „herablassende und ablehnende Einstellung der europäischen politischen Klasse gegenüber normalen Menschen“ – beide Ausdruck einer „Demophobie“ – nicht verwirklicht. Durch Unterstützung regionaler Identitätsbildung habe die EU daran gewirkt, nationale Identitäten zu fragmentieren und zu schwächen. Allerdings ging in vielen Fällen damit gerade nicht einher, dass eine Identifikation mit Europa aufgekommen wäre.[91]
- Der französische Anthropologe und Historiker Emmanuel Todd meinte aufgrund seiner Forschungen zu unterschiedlichen Familiensystemen in Europa, dass die europäischen Gesellschaften auf der Grundlage ihrer jeweiligen Familienstrukturen verschiedene Mentalitäten und demografische Merkmale ausgeprägt hätten, die letztlich unüberbrückbare soziokulturelle, politische und wirtschaftlichen Einstellungen bedingen.
- Der niederländische Schriftsteller Arnon Grünberg, der in New York City einmal als Eurotrash bezeichnet wurde, riet Europäern, ihr eigenes Europäertum am besten im nicht-europäischen Ausland im Status eines „selbstbewussten Paria“ (Hannah Arendt) zu erleben, etwa so wie sich die Juden ihres Judentums in der Diaspora bewusst würden.[92] Einen ähnlichen Standpunkt vertrat die Publizistin Carolin Emcke: „Das Eigene liegt immer im toten Winkel der Wahrnehmung. So wird zum Europäer erst, wer sich unter Nichteuropäern bewegt, zum Weißen erst, wer unter Nichtweiße geht, zum Christen erst, wer sich unter Juden, Muslime und Atheisten mischt. Es wird kein Zufall sein, dass die Debatte über Europa gerade jetzt, in diesem historischen Augenblick, auftaucht. Sie hat gar nicht hauptsächlich mit der Integration zu tun. Sondern mehr mit der Globalisierung und mit aufstrebenden Mächten, die Europa verstören, weil es sich im Spiegel der anderen selbst betrachten und befragen muss.“[93]
- Der rechte französische Intellektuelle Dominique Venner ging bei der Frage der Entstehung einer europäischen Identität in die Zeit der Perserkriege zurück und betrachtete über größere geschichtliche Zeiträume besonders die Momente, in denen äußere Kräfte auf Europa gewaltsam einzuwirken versuchten. Als geschichtliche Konstante für die Entstehung einer gemeinsamen Identität von Völkern sieht er die Bedrohung durch das „Andere“.[94]
- Der französische Politikwissenschaftler Dominique Moïsi sieht einen signifikanten Zusammenhang zwischen Phänomenen der Angst vor allem ‚weißer‘ Europäer und der Art und Intensität der Konstruktion ihrer Identität: „Mehr denn je wird Angst zur beherrschenden Kraft in der europäischen Politik der vergangenen Jahrzehnte. Es geht vor allem um die Angst vor den nichteuropäischen ‚Anderen‘, die von einer wachsenden Anzahl ‚weißer‘ Europäer als Bedrohung ihrer Identität und Lebensart, ja sogar ihrer Sicherheit und Arbeitsplätze wahrgenommen werden. Im Zentrum dieser Debatten steht das Thema Islam und Einwanderung. […] Die Globalisierung und die mit ihr einhergehende Orientierungslosigkeit löst in vielen Menschen eine nervöse Suche nach ihrem Selbstwert aus. Je weniger die Menschen von ihrer Zukunft überzeugt sind, desto stärker tendieren sie dazu, sich in negativer, defensiver Weise auf ihre Identität zu konzentrieren. Wenn jemandem das Vertrauen in die eigene Fähigkeit fehlt, die Herausforderungen der Moderne zu meistern, zieht er sich in sich selbst zurück und konzentriert sich darauf, wer er ist, anstatt darauf, was er mit anderen zusammen erreichen will.“[95]
- Die deutsche Schriftstellerin Tanja Dückers rief zur Entwicklung eines „neuen Identitätsbegriffs“ auf, der facettenreiche, multikulturelle, transnationale und migrantische Identitäten in einen „täglich gelebten Multikulturalismus“ einschließt.[96]
- Der deutsche Politikwissenschaftler Bassam Tibi forderte ab 1998 in seinem Werk Europa ohne Identität?[97] eine „europäische Leitkultur“ als „demokratischer, laizistischer sowie an der zivilisatorischen Identität Europas orientierter Wertekonsens“, um einen „wertebeliebigen Multikulturalismus“ in Europa zu vermeiden, der Europa nach dem Prinzip des anything goes im „Zeitalter der Migration“ in Konflikte stürzen würde, der insbesondere das Konfliktpotenzial anwachsender „Parallelgesellschaften“ und einer insgesamt fragmentierten Gesellschaft hervorriefe.[98] Bedroht sieht er die europäische Zivilisation und ihre „empirisch feststellbare wertebezogene zivilisatorische Identität“, deren Herz der „Pluralismus der ‚open society‘ (Karl Popper)“ ist, durch „kulturrelativistische und nihilistische Linksgrüne“ einerseits, die „nur die Lasten der eigenen Zivilisation“ sehen und deren Sichtweise Europa in eine „linksgrüne Selbstverleugnung“ führt, und „Diaspora-Islamisten“ andererseits, „die zwar Zuflucht in Europa suchen und finden, zugleich aber den Kontinent islamisieren wollen.“ Unter der Maske beziehungsweise dem Vorwand, eine humanitäre Politik gegenüber den Flüchtlingen zu betreiben, unterstützten Linksgrüne die Islamisten. Durch die Unterstützung dieser „religiösen Absolutisten“ stellten sie die europäische Identität in Frage. Sie missbräuchten die Flüchtlinge als Minderheiten, um mit ihnen als „Ersatzproletariat“ Politik zu machen.[99]
- Der Publizist Jochen Thies bemerkte im Jahr 2001: „Verschwindet jenes Europa, das wir kennen? Vor allem in Deutschland läuft die demographische Entwicklung darauf hinaus, dass am Ende dieses neuen Jahrhunderts der Anteil der deutschen Bevölkerung um 50 Prozent sinken wird, in den großen Städten vermutlich innerhalb einer Generation. Dadurch wird sich die Zusammensetzung der Nation dramatisch ändern. Die Politik kann versuchen, diese Entwicklungen zu steuern. Beherrschen wird sie das Problem aber nicht. Denn es wird aus zusätzlichen Richtungen verstärkt: Die Armutsmigration wird weitergehen, Klimakatastrophen, für die sich die Anzeichen mehren, könnten hinzutreten und Teile der Welt unbewohnbar machen. Dadurch könnte Europa durch die Hintertür werden, was Amerika schon ist: eine multikulturelle Gesellschaft mit den Voraussetzungen für eine Weltgesellschaft. In ihr werden Besonderheiten, die Europa jahrhundertelang ausmachten, keine Rolle mehr spielen.“[100]
- Der Historiker Heinrich August Winkler meinte in einem Beitrag, der 2003 in der Zeitschrift Internationale Politik erschien, dass ein Beitritt der Türkei zur EU, die Identität dieser Gemeinschaft in Frage stellen würde, weil dann ein „imperial overstretch“ (Paul Kennedy) drohe, die Gefahr einer „räumlichen Überdehnung auf Kosten des inneren Zusammenhalts“. Eine somit „maßlos erweiterte Union könnte an kein europäisches ‚Wir-Gefühl‘ mehr appellieren.“ Auch wegen der „unterschiedlichen politischen Kulturen und des sozioökonomischen Gefälles“ zur EU sei das „Problem des türkischen Beitritts […] die Nagelprobe für die Zukunft des Projekts Europa.“ Zur Lösung des Problems schlug Winkler in seinem Beitrag vor, statt eines türkischen Beitritts eine „privilegierte Partnerschaft“ zwischen der Türkei und der EU anzustreben.[101] Der US-amerikanische Psychoanalytiker Vamık Volkan meinte, dass die Europäer im Prozess ihrer Identitätsbildung die Türken als historisches Feindbild belebten und – bewusst oder unbewusst – die heutigen Türken „als die Vertreter der Osmanen vor Wien“ sähen. Die Vorurteile würden sich verfestigen, je mehr die Türkei mit einem osmanischen Image aufträte.[102]
- Eine Islamisierung Europas und einen Verlust der europäischen Identität durch Multikulturalismus befürchten verschiedene Gruppen einer „Identitären Bewegung“, die sich – ausgehend von der Nouvelle Droite Frankreichs und Rechtsintellektuellen wie Alain de Benoist – seit einigen Jahren im Bereich der Neuen Rechten und des Rechtsextremismus in Europa formieren. Sie vertreten Konzepte des „Ethnopluralismus“.[103]
- In einem Beitrag für die Heinrich-Böll-Stiftung bemerkte Ireneusz Pawel Karolewski, dass „EU-Eliten“ durch „Identitätsschablonen“ und „Identitätstechnologien“ in einem „elitedominierten Diskurs über die identitätsrelevanten Gemeinsamkeiten“ ansatzweise eine kollektive europäische Identität erzeugten, „von der die EU-Bürger oft ausgeschlossen bleiben.“ Es entstehe so „irgendeine europäische kollektive Identität, die von Eliten für die EU-Bürger konstruiert wird.“[104]
- Der US-amerikanische Soziologe Neil Fligstein stellte fest, dass durch direkte Kontakte der Menschen in Europa seit 1945 die Basis einer „European society“ entstanden sei, einer europäischen Gesellschaft, deren Angehörige (Individuen und ihre Organisationen) durch transnationale Interaktion einen Wandel ihrer Identität erfahren hätten.[105] In seinem 2008 erschienenen Buch Euroclash: the EU, European identity, and the future of Europe machte er eine interaktionsbasierende Definition von „europäischer Identität“ deutlich. Dabei unterschied er zwei verschiedene Gruppen von Europäern: die „white collars“, eher gebildete Bürger, die in Bezug auf Arbeitsleben, Studium und Reisen transnational agierten und von der EU dabei profitierten, und andererseits die „blue collars“, zumeist weniger gebildete Bürger, die sich eher nicht transnational verhielten.[106] Um diese Diskrepanz aufzuheben, sollte versucht werden, die EU-Bürger mehr in den Prozess der Politikgestaltung auf europäischer Ebene einzubeziehen, sei es über direkte Partizipation oder eine europäische Öffentlichkeit. Durch interaktive Konzeptualisierung von Identifikation könnten sich europäische Identitäten – in Vielfalt geeint – bilden.[107][108][109]
- Das internationale Forschungsprojekt Jugend und europäische Identität ergab auf der Grundlage einer 2002 durchgeführten wissenschaftlichen Befragung von Jugendlichen in verschiedenen europäischen Ländern, dass die nationalen und die europäischen Identitäten variieren und jeweils verschieden stark ausgeprägt sind. Die Ergebnisse deuten darauf hin, dass europäische Jugendliche sich umso stärker mit Europa verbunden fühlen, je mehr Interesse für politische Themen und europäische Fremdsprachen sie zeigten, je höher ihr Bildungsabschluss, je internationaler ihre Ausbildung orientiert war.[110] Andere wissenschaftliche Untersuchungen ergaben die Tendenz, dass sich Europäer in nachrückenden Generationen zunehmend als Europäer begreifen, häufig im Rahmen einer „multiplen Identität“ (als Kombination von europäischer und nationaler Identität).[111]
- Befragt nach Werten, die am besten die EU repräsentierten, erzielten bei einer Eurobarometer-Umfrage des Instituts TNS Infratest in den EU-Staaten die Werte Menschenrechte, Demokratie und Frieden in den Jahren 2008 und 2010 jeweils die höchste Zustimmung.[112] Nach dem Vertrauen in die EU befragt, antworteten in der Eurobarometer-Umfrage 47 Prozent der EU-Bürger im Mai 2011, dass sie der EU eher nicht vertrauten, und 41 Prozent, dass sie der EU eher vertrauten, während 12 Prozent die Antwort „weiß nicht“ vorzogen.[113]

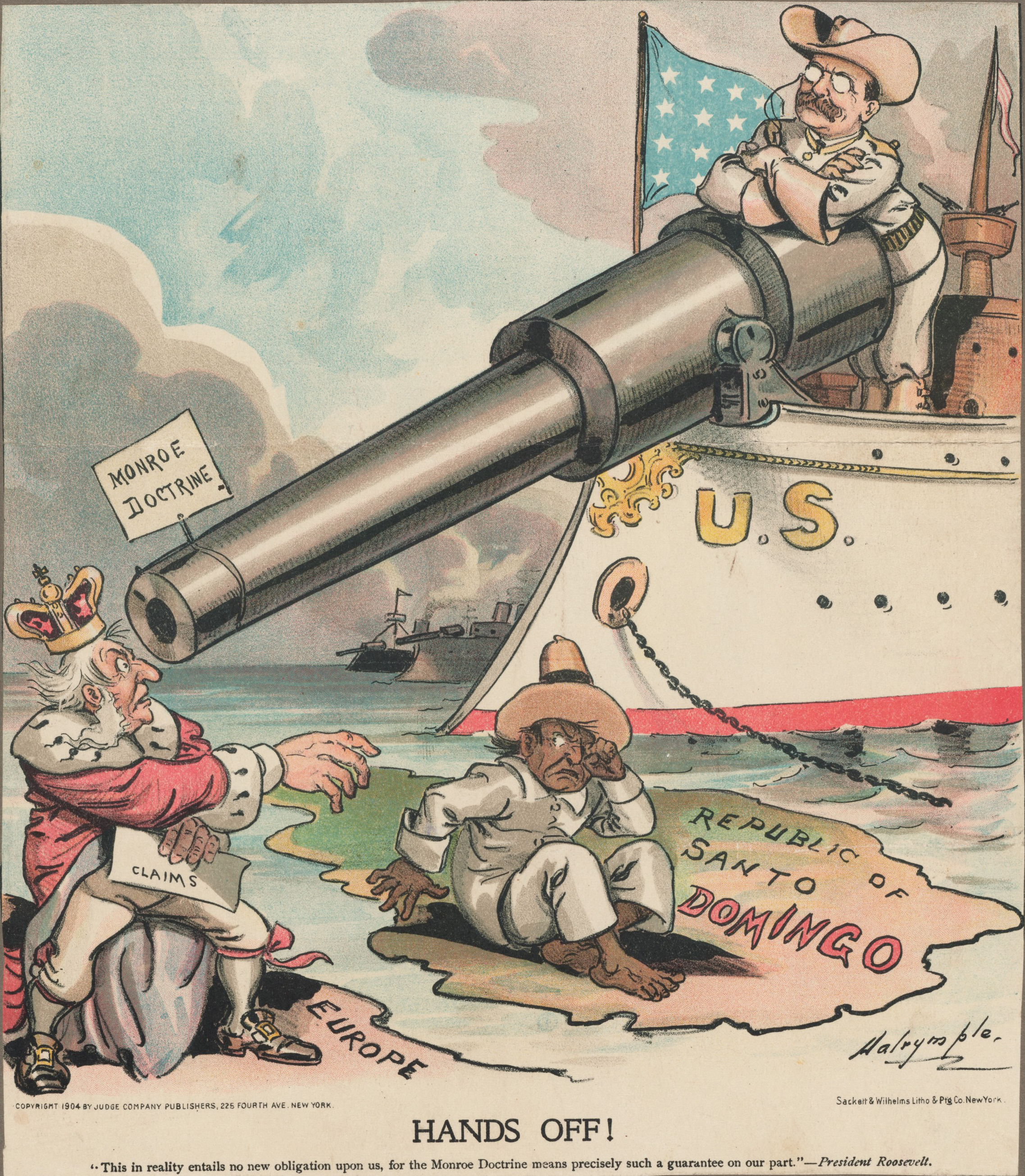
Europa aus der Sicht eines Karikaturisten in den Vereinigten Staaten des Jahres 1906: Die politische Karikatur zeigt die Anwendung und Ausweitung der Monroe-Doktrin unter Präsident Theodore Roosevelt durch das Roosevelt-Corollary, wonach insbesondere Europa aus der „westlichen Hemisphäre“ herauszuhalten ist und die Vereinigten Staaten dort für sich eine Schiedsrichterfunktion und ein Interventionsrecht beanspruchen. Während die Vereinigten Staaten nach ihrem Selbstbild als lässiger, auf eine Riesenkanone („Big Stick“) sich stützender Cowboyhut-Träger mit den Zügen Roosevelts dargestellt werden, wird Europa im US-amerikanischen Fremdbild als greiser König abgebildet. Als in dieser Konfliktsituation politisch unbedeutend erscheint die Dominikanische Republik, indem diese als weinerlicher Latino personifiziert wird.

- Europa aus der Sicht eines Karikaturisten in den Vereinigten Staaten des Jahres 1906: Die politische Karikatur zeigt die Anwendung und Ausweitung der Monroe-Doktrin unter Präsident Theodore Roosevelt durch das Roosevelt-Corollary, wonach insbesondere Europa aus der „westlichen Hemisphäre“ herauszuhalten ist und die Vereinigten Staaten dort für sich eine Schiedsrichterfunktion und ein Interventionsrecht beanspruchen. Während die Vereinigten Staaten nach ihrem Selbstbild als lässiger, auf eine Riesenkanone („Big Stick“) sich stützender Cowboyhut-Träger mit den Zügen Roosevelts dargestellt werden, wird Europa im US-amerikanischen Fremdbild als greiser König abgebildet. Als in dieser Konfliktsituation politisch unbedeutend erscheint die Dominikanische Republik, indem diese als weinerlicher Latino personifiziert wird. In der Wochenzeitung Die Zeit berichtete der britische Historiker Timothy Garton Ash 2003 über Stereotype, die hauptsächlich von antieuropäischen US-Amerikanern auf der rechten Seite des politischen Spektrums gepflegt würden, insbesondere von Neokonservativen, die gegen Europa die gleiche Kampfrhetorik einsetzten wie gegen Liberale im eigenen Lande. Demnach würden Europäer als „warme Brüder“ und, besonders in der Wendung „EU-nuchen“, als weiblich, impotent oder kastriert gesehen. Diese sexuelle Metaphorik sei auch bei Robert Kagan zu lesen gewesen, der in der Policy Review 2002 schrieb: „Amerikaner sind vom Mars, Europäer von der Venus.“[114] Europäer würden von antieuropäischen US-Amerikanern häufig als Weichlinge („Eurowürstchen“),[115] schwach, querulantisch, heuchlerisch, zerstritten, zuweilen als antisemitisch beurteilt. Aus dieser Sicht – Ash bezieht sich dabei etwa auf Richard Perle – hätten sie ihren moralischen Kompass und ihre Werte in multilateralen, transnationalen, säkularen und postmodernen Spielereien verloren. Zu unterscheiden sei allgemein jedoch zwischen einer legitimen und gut informierten Kritik an der EU einerseits und einer tiefer sitzenden, eingefleischten Feindseligkeit Europa gegenüber andererseits, deren Leitmotiv eine „mit Verachtung durchsetzte Gereiztheit“ sei. Die tatsächlich am weitesten verbreitete amerikanische Haltung gegenüber Europa sei eine leichte, wohlwollende Gleichgültigkeit, untermischt von beeindruckender Unwissenheit. Zum Prozess der europäischen Identitätsbildung bemerkte Ash vor dem Hintergrund der Irak-Krise 2003 und einer somit vertieften „transatlantischen Entfremdung“, dass die Versuchung groß sei, das europäische Selbstbild dadurch zu bilden, dass Europa auflistet, worin es sich von Amerika als dem „Anderen“ unterscheidet.[116][117][118]
- Der US-amerikanische Politologe Andrei S. Markovits stellte fest, dass Antiamerikanismus bzw. die europäische Konfrontation mit Phänomenen der Amerikanisierung und der außenpolitischen Rollenkonzeption der USA als „Gegenidentität“ dazu beitrage, eine europäische Identität zu begründen.[119][120]
- In einem Beitrag für die US-amerikanische Zeitschrift Foreign Policy meinte der Politologe Joseph Nye 2006, dass Europa in seiner Politik zu sehr auf „Soft Power“ zähle, während die Vereinigten Staaten zu sehr „Hard Power“ bevorzugten. Insofern läge in Robert Kagans „kluger Übertreibung“, dass die Europäer von der Venus, die Amerikaner aber vom Mars kämen, ein wahrer Kern.[121]
- Der Politikwissenschaftler Werner Link stellte im Hinblick auf die Frage nach der „außenpolitischen Ratio“ Europas dar, dass die EU und ihre Vorgängerinnen sich bereits früh als „ein Element des Gleichgewichts und ein Pol der Zusammenarbeit“ verstanden hätten. Im internationalen System wolle Europa seinem Selbstverständnis nach eine „Gleichgewichtsmacht“ sein, um in der Welt seine Interessen zu behaupten und gemeinsam wirkungsvoll zu vertreten, außerdem wolle es als „antihegemonialer Staatenverbund“ auftreten, um ein „integratives Mächtegleichgewicht“ in Europa zu schaffen und zu erhalten. Als größte Wirtschaftsmacht der Erde, die mit rund sieben Prozent der Weltbevölkerung etwa ein Viertel des globalen Bruttoinlandsprodukts erwirtschaftet, habe die EU einen bestimmenden, systemrelevanten Einfluss in der Welt. Andererseits sei es offenkundig, dass die EU allein ohne Weiteres nicht zu einer großformatigen, robusten Militäraktion fähig ist, weshalb der EU-Außenpolitik von einigen Beobachtern zugeschrieben werde, dass sie „leider vorerst zahnlos“ bleibe. Die Wirkungsmöglichkeiten der EU-Außenpolitik seien ferner dadurch beschränkt, dass die der EU angehörenden Nationalstaaten ihre eigene Außenpolitik betreiben, entsprechend der Definition ihrer nationalen Interessen auch in andere oder entgegengesetzte Richtungen. Der wertvollste Beitrag Europas zur Weltpolitik sei ihr kooperativer Interregionalismus, von der EU entwickelte Beziehungen zu großen und kleinen Regionalorganisationen in der Welt, wobei sich bei der EU im Unterschied zu den Großmächten USA und China eine „antihegemoniale Ratio“ zeige, die von den Kooperationspartnern geschätzt werde.[122]
- Mit Blick auf die Euromaidan-Proteste und den anschließenden Regierungswechsel sowie die völkerrechtswidrige Annexion der Krim durch Russland vertraten die Journalisten Matthias Krupa und Michael Thumann die Ansicht, dass die Krim- und Ukraine-Politik des russischen Präsidenten Wladimir Putin dazu führe, dass die Europäer ihre Vorstellung über sich selbst schärften.[123] In dieser Zeit wurde unter Russlands Kulturminister Wladimir Medinski ein Leitbild mit der Kernthese „Russland ist nicht Europa“ propagiert. „Russland […] sollte als eigenständige und einzigartige Zivilisation betrachtet werden, die weder zum ‚Westen‘ (‚Europa‘) noch zum ‚Osten‘ neigt“, heißt es dort. Dem Grundsatzpapier ist folgender Leitsatz Putins vorangestellt: „Unsere Bewegung nach vorn ist nicht möglich ohne eine geistige, kulturelle und nationale Selbstbestimmung. Anders können wir den inneren und äußeren Herausforderungen nicht standhalten.“ Einzelne russische Kulturschaffende kritisierten das Papier.[124] Nach Ansicht der Autorin Sonja Margolina verfolgt Putin mit der von ihm in Reden verbreiteten Vorstellung, dass Russen den westlichen Werten entgegengesetzte, „russische“ Werte und eine höhere moralische Bestimmung wie etwa die Bereitschaft zur patriotischen Selbstaufopferung kennzeichnen, eine neue Staatsideologie, die sich aus reaktionär-konservativen Konzepten des von ihm verehrten Denkers Iwan Iljin und des Eurasismus speise.[125] Ein Konzept des „Neo-Eurasismus“ vertritt der russische Traditionalist Alexander Geljewitsch Dugin, der der Denkfabrik Isborsk-Klub angehört. Er lehnt westliche Werte ab und sieht einen „russischen Geist“ durch den Krieg gegen die Ukraine als wiederbelebt an.
- Der Historiker Wolfgang Schmale verwies darauf, dass im jetzigen Zeitalter der Postmoderne Grenzen sich verflüssigen würden.[126] Die Veränderungen der Welt im Zuge der Globalisierung ließe eine Unübersichtlichkeit wachsen und bekannte Bezugsgrößen (staatliche Bezügen hin zur Transnationalität oder Supranationalität) auseinanderfallen. Durch Innovationen in der Kommunikationstechnologie entstünden neue transnationale Zusammenhänge.[127] So entstehende „Verflüssigungen“ schüfen einen Pluralismus von Bezügen und Verhältnissen, dessen Grenzen immer mehr verwischen. Es solle in diesem Zusammenhang nicht von der, sondern von den europäischen Identitäten gesprochen werden, nicht von der europäischen Geschichte, sondern von den europäischen Geschichten.[128] Mit einem Diskurs weg von Singularitäten und hin zu Pluralismus werde zum einen dem Wandel der Zeit und den Verflüssigungen entsprochen und zum anderen das Motto der EU „In Vielfalt geeint“ gelebt.[129]
- Nachdem sich in der Flüchtlingskrise in Europa 2015 mittel- und osteuropäische Mitgliedstaaten der EU, insbesondere Staats- und Regierungschefs aus der Visegrád-Gruppe, gegen die Aufnahme von muslimischen Flüchtlingen und gegen ein Konzept der gleichmäßigeren Verteilung von Flüchtlingen gesträubt hatten, beschwor die deutsche Bundeskanzlerin Angela Merkel in einer Rede vor dem Europäischen Parlament die Einigkeit der Europäer bei der Bewältigung dieser Krise. Dabei wiederholte sie ihre Forderung nach „mehr Europa“. In einer nichtöffentlichen Veranstaltung der Europäischen Volkspartei war sie kurz zuvor deutlicher geworden. Dort hatte sie mit Blick auf die Haltung einiger EU-Länder unter anderem gesagt: „Wie sollen wir für die Freiheit der Christen in der Welt eintreten, wenn wir sagen, Muslime und eine Moschee kommen bei uns nicht ins Land? Das geht nicht. Eine prinzipielle Haltung wie die ist […] eine Gefahr für Europa. […] Dass gerade diejenigen, die so froh über das Ende des Kalten Krieges sein können, denken, aus der Globalisierung könne man sich heraushalten, kommt mir irgendwie komisch vor.“[130][131] Angesichts der europäischen Flüchtlingskrise, ihrer Ursachen (etwa im Youth Bulge asiatischer und afrikanischer Länder) und anderer Entwicklungen, insbesondere wachsender Zustimmung für EU-skeptische und nationalistische Haltungen und Parteien in den Staaten der EU (etwa in Gestalt der Alternative für Deutschland oder des Front National), der anhaltenden Eurokrise und eines drohenden Brexit, mehrten sich zum Jahreswechsel 2015/2016 in den Medien die Stimmen von Politikern und Kommentatoren, die – wie etwa Henry Porter in Vanity Fair[132] oder Henrik Müller in Spiegel Online[133][134] – die Frage nach dem Ende des Wegs der europäischen Integration aufwarfen, eine existenzielle Krise der EU feststellten und wahrscheinliche Folgen erörterten, die ein Zerfall des Schengen-Systems, der Europäischen Wirtschafts- und Währungsunion und der EU für die Europäer haben würde. Der US-amerikanische Journalist Fareed Zakaria vertrat die Ansicht, dass im Zuge der Flüchtlingskrise viele Europäer ihre europäische Identität ihrer nationalen Identität zunehmend nachordnen würden. Dadurch sei eine bedeutende und neuartige Herausforderung für die EU, die europäische Integration und europäische Identität entstanden.[135]
- Im Jahrbuch der Europäischen Integration 2015, herausgegeben vom Institut für Europäische Politik, betonte der Politikwissenschaftler Werner Weidenfeld, dass eine transparente und legitimierte Führungsstruktur in der EU strategisch zielführend sei und die Bildung einer europäischen Identität stärken könne.[136][137]
- Der österreichische Politologe Markus Pausch betonte angesichts eines Scheitern einer gemeinsamen europäischen Asylpolitik im Herbst 2015 die Notwendigkeit einer politischen Auseinandersetzung um eine Renationalisierung Europas und ihre konkreten Auswirkungen. Zu den Folgen einer umfassenden Renationalisierung zählte er das Ende der Unionsbürgerschaft, die Wiedereinführung der Binnengrenzen, die Infragestellung der derzeit geltenden Nationalstaaten, Probleme für Wirtschaft und Demografie sowie die Einführung einer „exklusiven Demokratie“ mit starker Polarisierung.[138]
- Die 2017 gegründete Partei Volt Europa tritt als paneuropäische Partei auf. Allerdings ist sie aufgrund auch der fehlenden transnationalen Parteienorganisationen in 31 Organisationen und Parteien auf Ebene der Länder zerstückelt. Die Partei verfolgt die Vision eines vereinten Europas und will dies durch die internationale Zusammenarbeit ihrer Sektionen in ganz Europa vorantreiben.

- Eine Mittelposition zwischen Europäismus und Euroskeptizismus nimmt der Hesperialismus ein, der 2019 von einem europäischen Autorenkollektiv um David Engels entwickelt wurde. Der Hesperialismus spricht sich für eine starke europäische Einigung vor allem im Bereich des Grenzschutzes, der Außenpolitik, der Sicherung strategischer Ressourcen und der Infrastruktur aus, verlangt aber, dass diese Vereinigung sich im Rahmen einer Stärkung der traditionellen historischen Grundwerte des Abendlands vollzieht.[139]

## Ergebnisse zu einer Meinungsumfrage zur Europäischen Identität
Die hier berichteten Daten wurden in allen Regionen (Verwaltungsregionen wie Bundesländer) in den Staaten Frankreich, Italien, Deutschland, Spanien und dem Vereinigten Königreich erhoben. Zu diesem Zweck wurde quantitative Forschung in Form von individualisierten quantitativen online-basierten Umfragen in den jeweiligen Sprachen der Regionen angeboten. Mittels eines virtuellen Schneeballsystems wurden diese Umfragen über die sozialen Medien Facebook und Twitter beworben und an die Bevölkerung der Zielgruppe verteilt. Dazu wurden relevante Hashtags der jeweiligen Regionen gesetzt, regionale Medien (z. B. TV Melilla in der Autonomen Stadt Melilla) kontaktiert und in regionsbezogenen Interessensgruppen (z. B. FALE in der Normandie oder OSCEC in der Extremadura) weiterverbreitet.
Die Umfragen im Vereinigten Königreich finden jährlich von März bis April, in Deutschland von Mai bis Juni, in Frankreich von Juni bis Juli, in Italien von Juli bis August und in Spanien von August bis September statt. Die spanischen Umfragen wurden zum ersten Mal im Jahr 2020 veröffentlicht. Im Vereinigten Königreich und in Italien wurden die Umfragen im Jahr 2021 und in Deutschland und Frankreich im Jahr 2022 veröffentlicht. Sie sind vollständig anonym und erfüllen die Anforderungen der DSGVO.
Alle Umfragen wurden in der offiziellen Landessprache sowie in ko-offiziellen, anerkannten Regional- und Minderheitensprachen angeboten, sofern dies möglich war. Um Missverständnisse zu vermeiden, wurden die Umfragen von offiziellen Übersetzern übersetzt. So wurden sie in etwa 86 Sprachen angeboten.
Die Übertragung der Ergebnisse auf die Bevölkerung muss noch geklärt werden. Aufgrund des Themas und der Art der Stichprobenziehung gibt es in allen Regionen mehr Männer als Frauen unter den Teilnehmern. Andererseits haben in allen Regionen nur sehr wenige (weniger als 1 %) angegeben, dass sie nicht zu den binären Geschlechtergruppen gehören. Die Altersgruppen zwischen 30 und 49 Jahren sind in allen Regionen am stärksten vertreten. Jüngere und ältere Gruppen sind unterrepräsentiert. Im Durchschnitt haben die Teilnehmer mindestens eine Berufsausbildung oder eine höhere Ausbildung. Lediglich die Einkommensgruppen sind in allen Regionen einigermaßen gleichmäßig verteilt.
Die letzte Herausforderung an die Daten ist, dass eine Region in allen Ländern gleich definiert ist. So ist eine Region in Deutschland ein Bundesland und in Spanien eine autonome Stadt oder Gemeinschaft. Im Vereinigten Königreich hingegen wurden die einzelnen Landesteile und Cornwall (wegen seiner kulturellen und historischen Besonderheiten) als Regionen definiert. In Italien und Frankreich hingegen sind die Regionen gesetzlich festgelegt. Besonderheiten wie die Region Trentino-Alto Adige/Südtirol, die de jure existiert, aber de facto für die Bevölkerung relativ wenig Bedeutung hat, wurden hier nicht berücksichtigt. Es wird aber auch bestätigt, dass die Regionen in Frankreich 2015 neu strukturiert wurden. Diese Umstrukturierung wurde von einem der Teilnehmer stark kritisiert.
Die folgenden Daten beruhen auf der Frage „Fühlen Sie sich als Europäer“. Diese Frage wurde in die entsprechenden Sprachen übersetzt und die Teilnehmer konnten entweder zustimmen oder nicht zustimmen. Eine Gradmessung fand nicht statt.

### Ergebnisse 2020

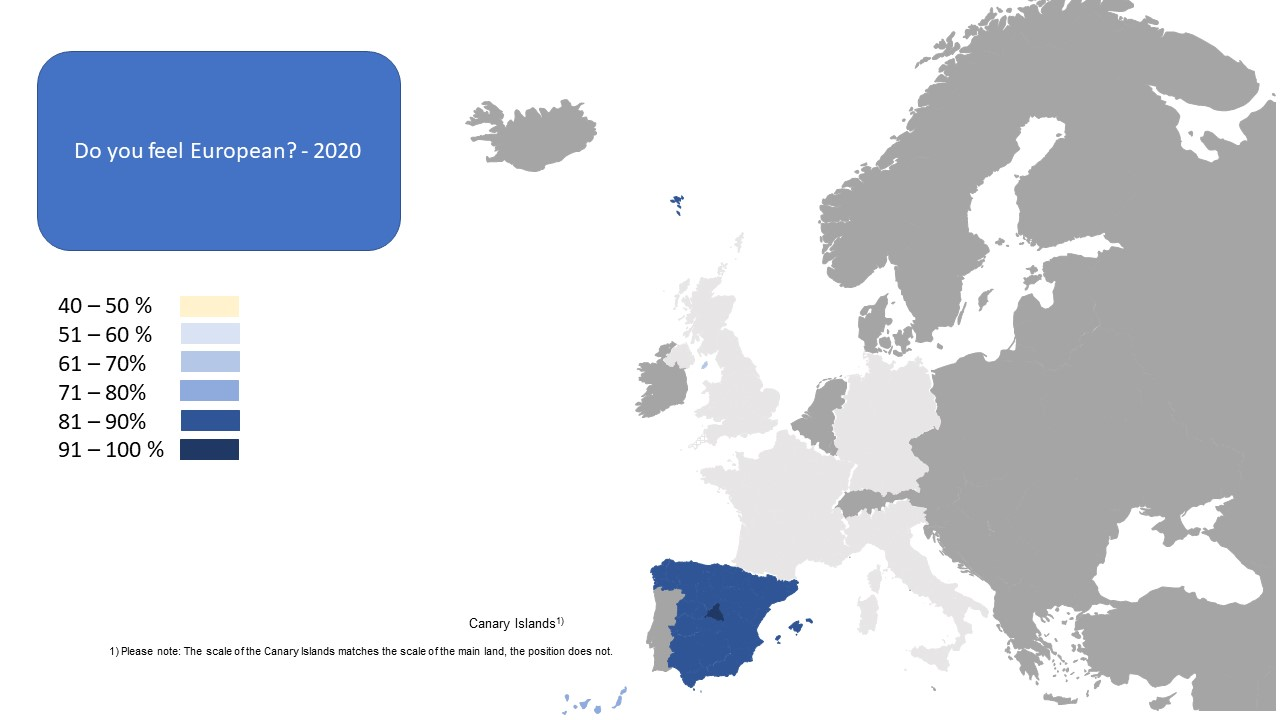
Ergebnisse der Umfrage 2020 – Fühlen Sie sich als Europäer / Europäerin?

In diesem Jahr wurden zunächst nur die Regionen Spaniens befragt. Auffallend ist, dass in allen Regionen ein hoher Anteil (von mindestens 77 %) sich als Europäer ausweist. Der durchschnittliche Zustimmungsgrad über alle Regionen hinweg liegt bei 85,9 %, wobei 7 Regionen unter diesem Durchschnitt liegen und 12 über ihm. In diesem Jahr haben relativ viele Menschen an den Umfragen teilgenommen. In Melilla haben 323 Personen an der Umfrage teilgenommen, was die kleinste Stichprobe des Jahres darstellt. Die Gesamtzahl der Teilnehmer in Galicien im Jahr 2020 betrug 2284, was die größte Stichprobengröße in Spanien in diesem Jahr darstellt. Dennoch lag das galicische Gefühl, Europäer zu sein, bei 83,6 %, was den zweitniedrigsten Zustimmungswert darstellt. In der Comunidad de Madrid, der Hauptstadtregion Spaniens, fühlen sich in diesem Jahr die meisten Menschen (90,5 %) als Europäer. Am geringsten ist dieses Gefühl auf den Islas Canarias im Atlantik mit 77,2 % Zustimmung. Eine mögliche Erklärung könnte der relativ hohe Anteil an Nicht-Spaniern in Madrid oder die große kulturelle Vielfalt der Einwohner der Region sein. Dies könnte auch auf die Kanarischen Inseln zutreffen, aber die Kanarischen Inseln sind eher ein touristisches Ziel als ein Ort, an dem sich viele Menschen integrativ niederlassen. Sicherlich könnte auch die Entfernung der Kanarischen Inseln vom europäischen Festland ein Grund für dieses Ergebnis sein. Katalonien liegt an 2. Stelle, was die Anzahl der Teilnehmer betrifft, aber mit 86,4 % Zustimmung nur knapp über dem Durchschnitt aller Regionen. Auf Platz 2 mit der geringsten Teilnehmerzahl liegt die Autonome Stadt Ceuta. Wenn man bedenkt, dass die Gesamtbevölkerung in Ceuta und Melilla die niedrigste aller spanischen Regionen ist, ist die geringe Teilnehmerzahl nicht mehr sehr überraschend. Dennoch ist die Zustimmung zur europäischen Gesinnung in beiden autonomen Städten überdurchschnittlich hoch: 86,9 % in Melilla und 88,2 % in Ceuta. Die besondere Lage der beiden Städte auf dem afrikanischen Festland hätte ein Argument für eine niedrige Zustimmungsrate sein können. Allerdings sind sowohl Ceuta als auch Melilla Grenzstädte zu Marokko. Die europäische Identität könnte daher in diesen Städten eher eine politische als eine geografische oder regionale Identität darstellen.

### Ergebnisse 2021

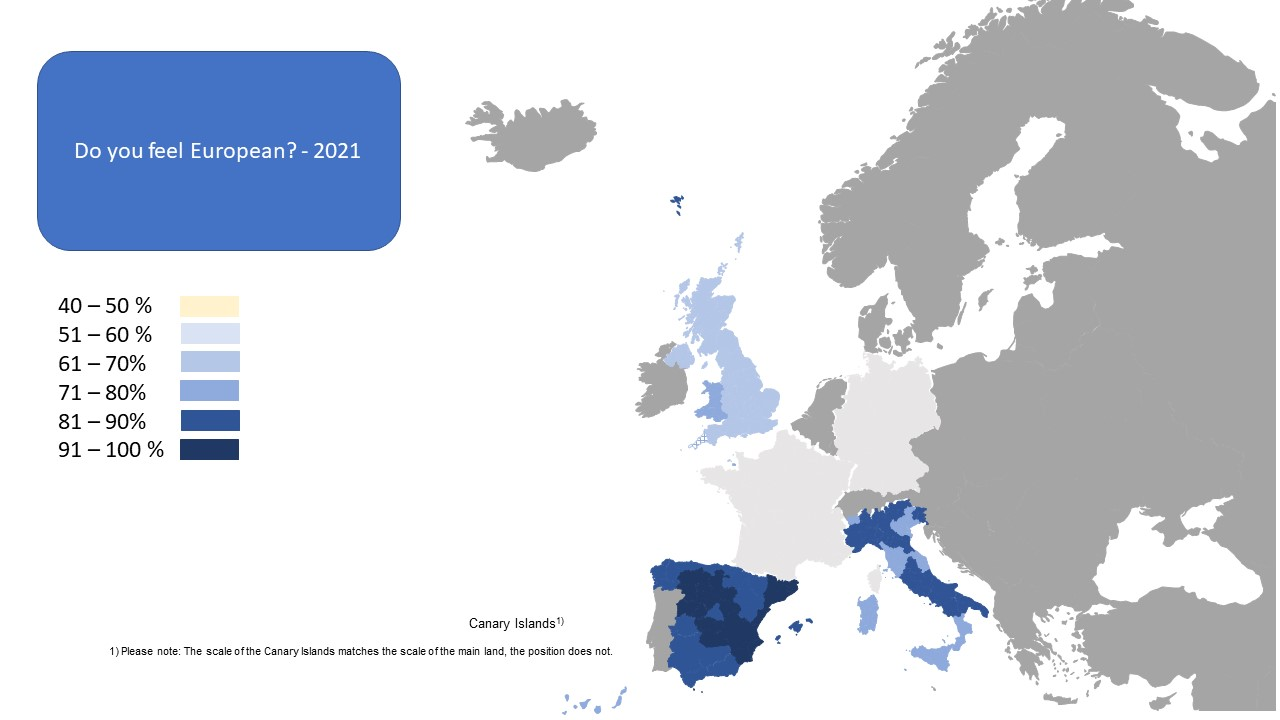
Ergebnisse der Umfrage 2021 – Fühlen Sie sich als Europäer / Europäerin?

Die Bereitschaft zur Teilnahme war in Schottland mit 1196 Teilnehmern am höchsten. In Italien lag die Regione del Veneto (Region Venetien) mit 1186 Teilnehmern an erster Stelle und an zweiter Stelle aller Regionen, was die Zahl der Teilnehmer angeht. In Spanien verzeichnete Galicien wie im Vorjahr mit 1104 Teilnehmern die höchste Teilnehmerzahl. Dies entspricht auch dem dritten Platz im Vergleich mit allen in diesem Jahr untersuchten Regionen. Im Vergleich zum letzten Jahr ist die Zahl der Teilnehmer um 51,66 % zurückgegangen. Gründe für die hohe Teilnehmerzahl in diesen Regionen könnten Themen wie Brexit, Unabhängigkeitsreferendum und regionale politische Ereignisse sein. Der Rückgang in Galicien könnte auf die Wiederholung der Befragung zurückzuführen sein. Die sogenannte Panelmortalität kann auf verschiedene Gründe zurückzuführen sein, wie z. B. ein geringeres Interesse aufgrund einer früheren Teilnahme. Melilla weist mit nur 4 Teilnehmern im Jahr 2021 die niedrigste Teilnehmerzahl auf. Die geringe Beteiligung könnte auf die Kommentare zurückzuführen sein, die zum Zeitpunkt der Umfrage in den sozialen Medien gepostet wurden. Diese Kommentare zeigten eine klare pro-marokkanische Ideologie, mit dem Ziel, die Umfrageergebnisse dahingehend zu beeinflussen, dass die Bevölkerung Melillas die Integration in den marokkanischen Staat befürwortet. Ceuta liegt mit 54 Teilnehmern auf dem zweiten Platz. Dies entspricht einem Beteiligungsrückgang von 82,72 %. Auch hier könnte es sich bei der geringeren Teilnahmebereitschaft um einen Wiederholungseffekt handeln, wie im Fall von Galicien. Mit 176 Teilnehmern weist Umbrien in Italien die drittniedrigste Beteiligung auf. Umbrien ist die 4. am dünnsten besiedelte Region Italiens, was eine Erklärung sein könnte. Ceuta ist mit 54 Teilnehmern die zweitwenigste Region. Dies entspricht einem Beteiligungsrückgang von 82,72 %. Auch hier könnte die geringere Teilnahmebereitschaft ein Wiederholungseffekt sein, wie im Fall von Galicien. Mit 176 Teilnehmern weist Umbrien in Italien die drittniedrigste Beteiligung auf. Umbrien ist die viertkleinste Region Italiens mit der zweitniedrigsten Bevölkerungsdichte, was eine Erklärung sein könnte. Dies könnte durch die viel höhere Anzahl von Teilnehmern in kleineren Regionen oder Regionen mit geringerer Bevölkerungsdichte erklärt werden.
In Spanien liegt der Durchschnitt der Regionen bei 88,07 % des europäischen Gefühls. Im Vergleich zum Vorjahr ist er um 2,17 % gestiegen. Die Gründe dafür könnten in der Veränderung der Teilnehmerzahl liegen. Im Durchschnitt ist die Beteiligung in allen spanischen Regionen um 62,36 % zurückgegangen. Der stärkste Rückgang der Beteiligung war mit 98,76 % in Melilla und mit 82,72 % in Ceuta zu verzeichnen. Nach den beiden autonomen Städten folgt La Rioja mit einem Rückgang der Beteiligung um 74,4 %. Am geringsten ist die Beteiligung in der Región de Murcia mit 45,76 % und in Asturien mit 47,94 %. Im Durchschnitt ist das Gefühl, Europäer zu sein, in den jeweiligen Regionen um 2,4 % gestiegen. Melilla mit + 15 % und die Kanarischen Inseln mit – 9,1 % sind hier Ausreißer. Nur in 6 spanischen Regionen, Andalusien, Extremadura, der Comunidad de Madrid, den Islas Canarias, Kantabrien und Aragón, gibt es einen Rückgang des Europagefühls (außer auf den Kanaren mit −9,1 %, hier liegt der Rückgang zwischen −3 % und −0,7 %). Galicien und Katalonien sind die spanischen Regionen mit den meisten Teilnehmern, wobei die autonomen Städte Ceuta und Melilla den niedrigsten Prozentsatz aufweisen. Auf der anderen Seite sind diese beiden Städte die spanischen Regionen mit dem höchsten Wert der europäischen Identität. Wie bereits erwähnt, könnte dies auf die geringe Teilnehmerzahl zurückzuführen sein. Direkt dahinter liegen die Regionen Comunitat Valenciana (Valencianische Gemeinschaft) und Castilla y León mit jeweils 91,7 %. Die Islas Canarias (Kanarische Inseln) stellen mit 70,2 % erneut die Region mit der geringsten Bestätigung eines europäischen Identitätsgefühls dar. Der Durchschnittswert der europäischen Stimmung liegt in Italien bei 81,25 %, womit Italien nach Spanien an zweiter Stelle liegt. Der niedrigste Wert ist in der Toskana mit 71,3 % zu finden. Der höchste Wert wird dagegen in der Region Trentino-Südtirol mit 89,8 % erreicht. Im Durchschnitt weisen die nördlichen Regionen die höchste Bestätigung für ein europäisches Gefühl in Italien auf. Dies könnte eine Folge der Grenzen zu anderen Ländern und der stärkeren Notwendigkeit der wirtschaftlichen, politischen und kulturellen grenzüberschreitenden Zusammenarbeit sein. Inselregionen wie Sardinien mit 79,2 % und Sizilien mit 76,2 %, aber auch so genannte „kontinentale Inseln“ wie das Aostatal mit 79,5 % zeigen eher ein geringeres europäisches Gefühl innerhalb Italiens. Diese Ergebnisse könnten die Idee eines Zusammenhangs zwischen der Notwendigkeit einer übergreifenden Zusammenarbeit und einem europäischen Identitätsgefühl unterstützen. Ein Gegenargument dafür wären die Ergebnisse der Regionen in Südmittelitalien und Süditalien. Die Teilnehmer aus dem Vereinigten Königreich gaben an, sich im Durchschnitt zu 69,06 % als Europäer zu fühlen. Erstaunlich ist, dass trotz der Möglichkeit, „Europa“ mit „EU“ gleichzusetzen und sich im Falle eines gleichzeitigen Brexits nicht europäischer zu fühlen, immer noch ein so hoher Wert für das Gefühl der Europäer besteht. Die Teilnehmer in England und Nordirland schätzen ihre europäische Identität mit jeweils 64 % am niedrigsten ein. Der höchste Wert ist in Wales mit 76,8 % zu verzeichnen. Das Ergebnis in Nordirland könnte auf den EU-GB-Grenzstreit in Nordirland kurz nach dem Brexit zurückzuführen sein. Die Ergebnisse in England könnten auf die kulturelle und politische Hegemonialmacht innerhalb des Vereinigten Königreichs zurückzuführen sein. Obwohl die Werte immer noch sehr hoch sind.

### Ergebnisse 2022

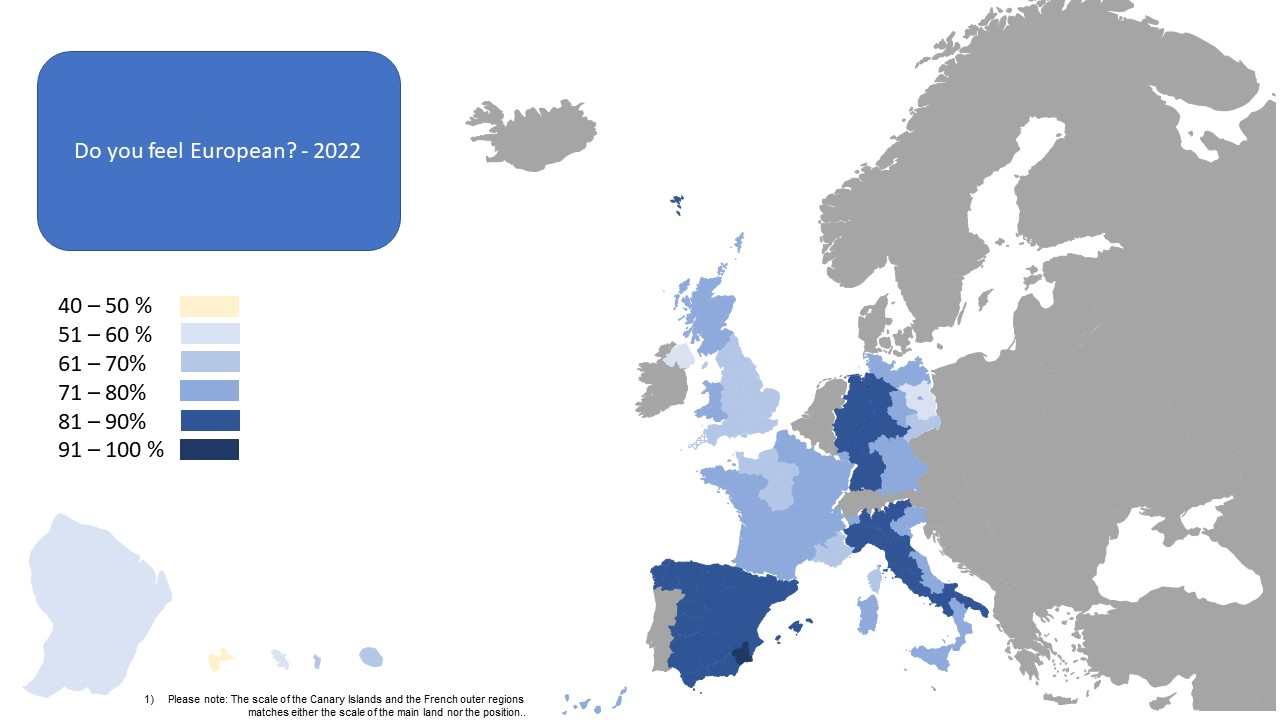
Ergebnisse der Umfrage 2022 – Fühlen Sie sich als Europäer / Europäerin?

Die niedrigste Teilnehmerzahl hat in diesem Jahr die Freie Hansestadt Bremen mit 31 Teilnehmern, gefolgt von den spanischen autonomen Städten Melilla mit 37 und Ceuta mit 38 Teilnehmern, wie in den Vorjahren. Die höchsten Teilnehmerzahlen gibt es in Katalonien mit 942, in Galicien mit 820 und in Schottland mit 691 Teilnehmern. Letzteres könnte daran liegen, dass in der gesamten Umfrage auch nach dem gewünschten Grad der Autonomie für die jeweilige Region gefragt wird und somit in den letztgenannten Gebieten das Thema sehr attraktiv erscheint. Bei der Bejahung des Europagefühls liegen 2022 drei französische Überseeterritorien auf den hinteren Plätzen: Guadeloupe mit 43,8 %, Martinique mit 50 % und Französisch-Guayana mit 52,3 %. Wären die französischen Regionen und die deutschen Bundesländer nicht befragt worden, würde Nordirland wie im Vorjahr mit 55,9 % an letzter Stelle liegen. Die 3 Gebiete mit der niedrigsten Teilnehmerzahl sind auch diejenigen, die 2022 den höchsten Prozentsatz an europäischem Gefühl aufweisen: Melilla mit 96,8 %, die Freie Hansestadt Bremen mit 95,5 % und Ceuta mit 94,3 %.
Wie schon 2021 liegt der höchste Durchschnittswert für die europäische Identität 2022 in Spanien mit 86 %. Im Vergleich zum Vorjahr hat sich dieser Durchschnitt um −2,35 % verändert. Im Durchschnitt ist die Zahl der Teilnehmer in den spanischen Regionen um 28,56 % gestiegen. Ohne Melilla liegt dieser Durchschnitt jedoch bei −15,69 %. Melilla hatte im Jahr 2021 nur 4 Teilnehmer, die im Jahr 2022 auf 37 Teilnehmer anstiegen. Ohne diesen Ausreißer ist die allgemeine Zahl der Teilnehmer im Vergleich zum Vorjahr wieder gesunken. Nur in 3 spanischen Gemeinden (außer Melilla) ist die Zahl der Teilnehmer gestiegen: Die Gemeinschaft Madrid mit 47,81 % Zuwachs, La Rioja mit 33,16 % und Andalusien mit 2,55 %. Der stärkste Rückgang ist in Kastilien und León mit −44,43 % und Kantabrien mit −39,57 % zu verzeichnen. Auch hier könnte der Rückgang der Teilnehmerzahl auf die üblichen Gründe für die Panelsterblichkeit zurückzuführen sein. Der Anstieg der Teilnehmerzahl in Madrid und La Rioja könnte auf das gestiegene Interesse an dem Thema zurückzuführen sein. Der geringe Anstieg in Andalusien scheint eher zufällig als gerechtfertigt. Der niedrigste Prozentsatz der Zustimmung zur Europazugehörigkeit in den spanischen Regionen findet sich wie in den Vorjahren auf den Kanarischen Inseln mit 75,6 % im Jahr 2022. Dies bedeutet immer noch einen Anstieg von 7,69 % gegenüber dem Vorjahr, aber einen Rückgang von 2,07 % gegenüber 2021. Im Durchschnitt der drei Jahre liegt die europäische Identität der Teilnehmer bei 74,334 %. Der durchschnittliche Rückgang in der spanischen Region betrug 2,2 % im Vergleich zu 2021. Am stärksten sank die europäische Identität in Navarra mit −9,1 %, in Galicien mit −7,2 % und in der Valencianischen Gemeinschaft mit −6,3 %. Auf der anderen Seite verzeichneten die Kanarischen Inseln mit 7,7 % und die Extremadura mit 2,8 % den größten Zuwachs dieser Angabe. Interessant sind kleine Veränderungen der europäischen Stimmung in Asturien und Kantabrien mit jeweils +0,2 %. Wie im Jahr 2021 liegt die zweithöchste durchschnittliche europäische Identität im Jahr 2022 in Italien mit 80,3 %. Im Vergleich zum Vorjahr hat sich dieser Durchschnitt um −1,23 % verändert. Im Durchschnitt ist die Teilnehmerzahl in den italienischen Regionen um 13,21 % zurückgegangen. Den größten Rückgang der Beteiligung verzeichneten Sizilien mit −51,44 %, Sardinien mit −49,86 % und Apulien mit −45,58 %. Auch hier könnte der Rückgang der Teilnehmerzahl der übliche Grund für die Panel-Mortalität sein. 6 der 20 italienischen Regionen verzeichnen einen Anstieg der Teilnehmerzahlen. Den höchsten Anstieg verzeichnen die Regionen Umbrien mit 64,77 %, Friaul-Julisch Venetien mit 46,96 % und Molise mit 37,56 %. Ein Grund für den Anstieg der Teilnehmerzahlen in Molise und Umbrien könnte die Tatsache sein, dass beide zu den am dünnsten besiedelten Regionen Italiens gehören und dass die Umfragen von 2022 die stärker interessierten Personengruppen in der Schneeball-Stichprobe ergaben. Im Fall von Friaul-Julisch Venetien wurde die Befragung anders als im Jahr 2021 nicht nur auf Italienisch, sondern auch in den Regionalsprachen Friaulisch, Venezianisch, Slowenisch und Deutsch angeboten. Dies hätte die Bereitschaft zur Teilnahme deutlich steigern können. In den Regionen Marken mit −2,03 % und Latium mit +6,25 % war die Veränderung der Teilnehmerzahlen am geringsten. Den geringsten Anteil der Zustimmung, europäisch zu sein, weist in den italienischen Regionen, anders als im Vorjahr, die Region Sizilien mit 74,1 % im Jahr 2022 auf. Dies entspricht einem Rückgang von 2,76 % im Vergleich zu 2021. Es folgt Molise mit 75,8 % und Kalabrien mit 76,8 % Zustimmung zur europäischen Stimmung. Der durchschnittliche Rückgang in den italienischen Regionen betrug 0,9 % im Vergleich zu 2021. Am stärksten ist dieses Gefühl in den Regionen Trentino-Südtirol mit 87,5 %, Emilia-Romagna mit 85,7 % und Kampanien mit 84,8 %. Die stärkste Veränderung im Vergleich zum Vorjahr gab es in der Lombardei mit −8,7 % und in der Toskana mit +12,9 %. Interessant ist, dass trotz der Veränderung der Teilnehmerzahl die Bestätigung des europäischen Gefühls in den Regionen Emilia-Romagna und Piemont auf 0 % gesunken ist. In beiden Jahren sind es 85,7 % in der Emilia-Romagna und 81,7 % im Piemont. 2022 wurde die Befragung auch in den deutschen Bundesländern durchgeführt. Mit einer bestätigten europäischen Identität von durchschnittlich 78,5 % liegt die Bundesrepublik auf Platz 3. Generell lässt sich sagen, dass die Teilnahmebereitschaft in Deutschland von allen Bundesländern am geringsten war. Die geringste Teilnehmerzahl gab es in der Freien Hansestadt Bremen mit 31 Teilnehmern und die höchste in Baden-Württemberg mit 129 Teilnehmern. Eine mögliche Erklärung könnte sein, dass in Deutschland mit der Zunahme sehr populistischer Themen in den letzten Jahren die Sorge zugenommen hat, dass Identitätsforschung eher eine manipulative Übung zur Förderung populistischer Ideologien sei. Zumindest wurde dies häufig in den Kommentaren zur Umfrage in den sozialen Medien kommuniziert. Die europäische Stimmung scheint in den nordischen Stadtstaaten Freie Hansestadt Bremen mit 95,5 % und Freie und Hansestadt Hamburg mit 86,5 % am höchsten zu sein, gefolgt von Niedersachsen mit 85,5 %. Am geringsten scheint dieses Gefühl in einigen ostdeutschen Bundesländern zu sein: Brandenburg mit 57,7 %, Sachsen mit 60,6 % und Mecklenburg-Vorpommern mit 70,3 %. Ein Grund für dieses Ergebnis könnte die zuletzt festgestellte Unzufriedenheit mit der Demokratie in den ostdeutschen Bundesländern sein. Ein klarer Zusammenhang ist jedoch rein spekulativ. Im Gegensatz zu 2021 belegt das Vereinigte Königreich mit einer durchschnittlichen Zustimmung von 67,2 % den vierten Platz im europäischen Identitätsgefühl. Im Durchschnitt ist die Teilnehmerzahl in den Regionen im Vereinigten Königreich um 44,1 % zurückgegangen. Der stärkste Rückgang der Beteiligung ist in Wales mit −61,59 % zu verzeichnen. Den geringsten Rückgang verzeichnet England mit −29,24 %. Auch hier könnte der Rückgang der Teilnehmerzahl der übliche Grund für die Panel-Mortalität sein. Den geringsten Prozentsatz an Bestätigungen, Europäer zu sein, gibt es in den Regionen des Vereinigten Königreichs wie im Vorjahr in Nordirland mit 55,9 % im Jahr 2022. Dies stellt ebenfalls einen Rückgang von −12,7 % im Vergleich zu 2021 dar. Im Jahr 2022 hat der Rang zugenommen stieg mit 65,8 % auf die zweitniedrigste Bestätigung in Cornwall. Es stellt mit −9,1 % auch den zweitstärksten Rückgang der europäischen Identität dar. Den höchsten Wert des europäischen Gefühls weisen Schottland mit 74,5 % und Wales mit 71,7 % auf. Im Vergleich zu 2021 ist der höchste Anstieg dieser Werte in Schottland mit +9,4 % und England mit 6,3 % zu verzeichnen. Diese Ergebnisse könnten auf eine geringere Zufriedenheit mit der britischen Politik und die Skandale um den ehemaligen Premierminister zurückzuführen sein. Mit durchschnittlich 66,1 % Bestätigung des europäischen Gefühls liegen die französischen Regionen auf dem letzten Platz. Die Teilnahmebereitschaft war ähnlich wie in den spanischen und italienischen Regionen, allerdings mit einer sehr geringen Beteiligung in Mayotte mit 41 Teilnehmern, Guadeloupe mit 52 Teilnehmern und Martinique mit 53 Teilnehmern. Die meisten Teilnehmer gibt es in der Bretagne mit 269 Teilnehmern. Auch die Bretagne zeigt mit 77,3 % die größte Bestätigung, europäisch zu sein, gefolgt von Nouvelle-Aquitaine mit 75,7 % und Bourgogne-Franche-Comté mit 75 %. Möglicherweise sind diese Werte Ergebnisse der kulturellen und sprachlichen grenzüberschreitenden Verbindungen und Kooperationen dieser Regionen: Bretagne mit ihrer starken keltischen Verbindung zu Irland, Wales, der Isle of Man, Galicien und Schottland, Nouvelle-Aquitaine mit dem Okzitanischen und baskische Kooperationen nach Spanien, Andorra und Italien und Bourgogne-Franche-Comté mit den sprachlichen Verbindungen über Frankoprovenzalisch und Frainc-Comtou nach Italien und in die Schweiz. Ein Gegenargument wären jedoch die Regionen Grand-Est mit 72,1 % und Korsika mit 61,6 %. Beide haben kulturelle und sprachliche Verbindungen zu Italien, Deutschland oder Belgien, repräsentieren aber die unteren Mittelränge. Die geringsten Bestätigungen für das europäische Gefühl finden sich in den 4 der 5 französischen Überseeregionen; Guadeloupe mit 43,8 %, Martinique mit 50 %, Französisch-Guayana mit 52,3 % und Réunion mit 61,4 %. Lediglich Mayotte liegt mit 65,5 % nahe am Durchschnittswert. Aufgrund der geografischen Lage und der individuellen politischen Verbindungen und Themen zum französischen Staat könnten hierfür ein Argument sprechen.